# Tibet sous la tutelle des Qing
 (décembre 2018).

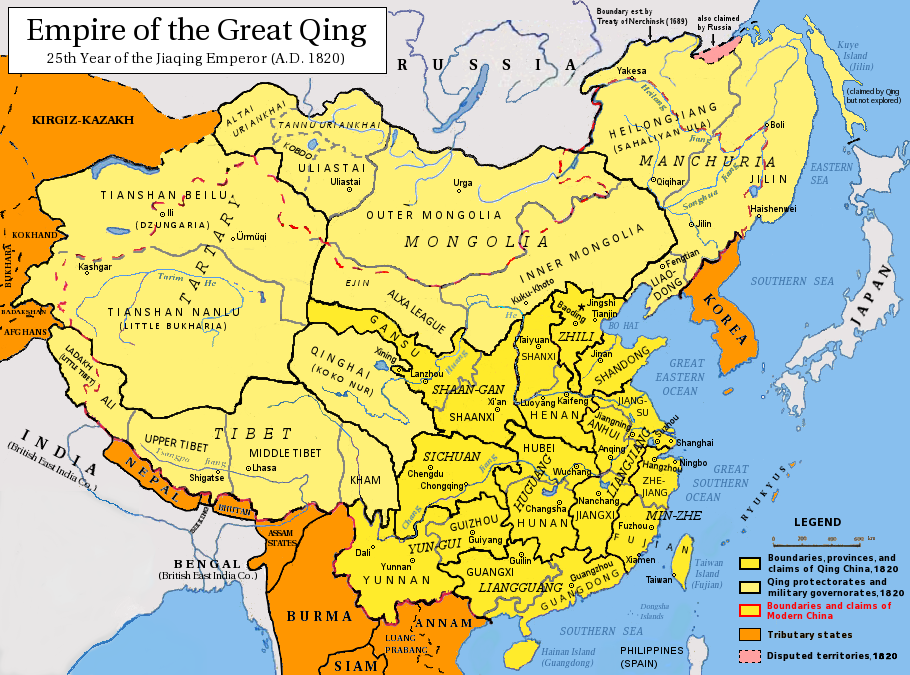
Carte de l'Empire sino-mandchou en 1820. La Chine est représentée en jaune vif, avec ses dépendances (dont le Tibet) en jaune clair et ses États tributaires en orange.

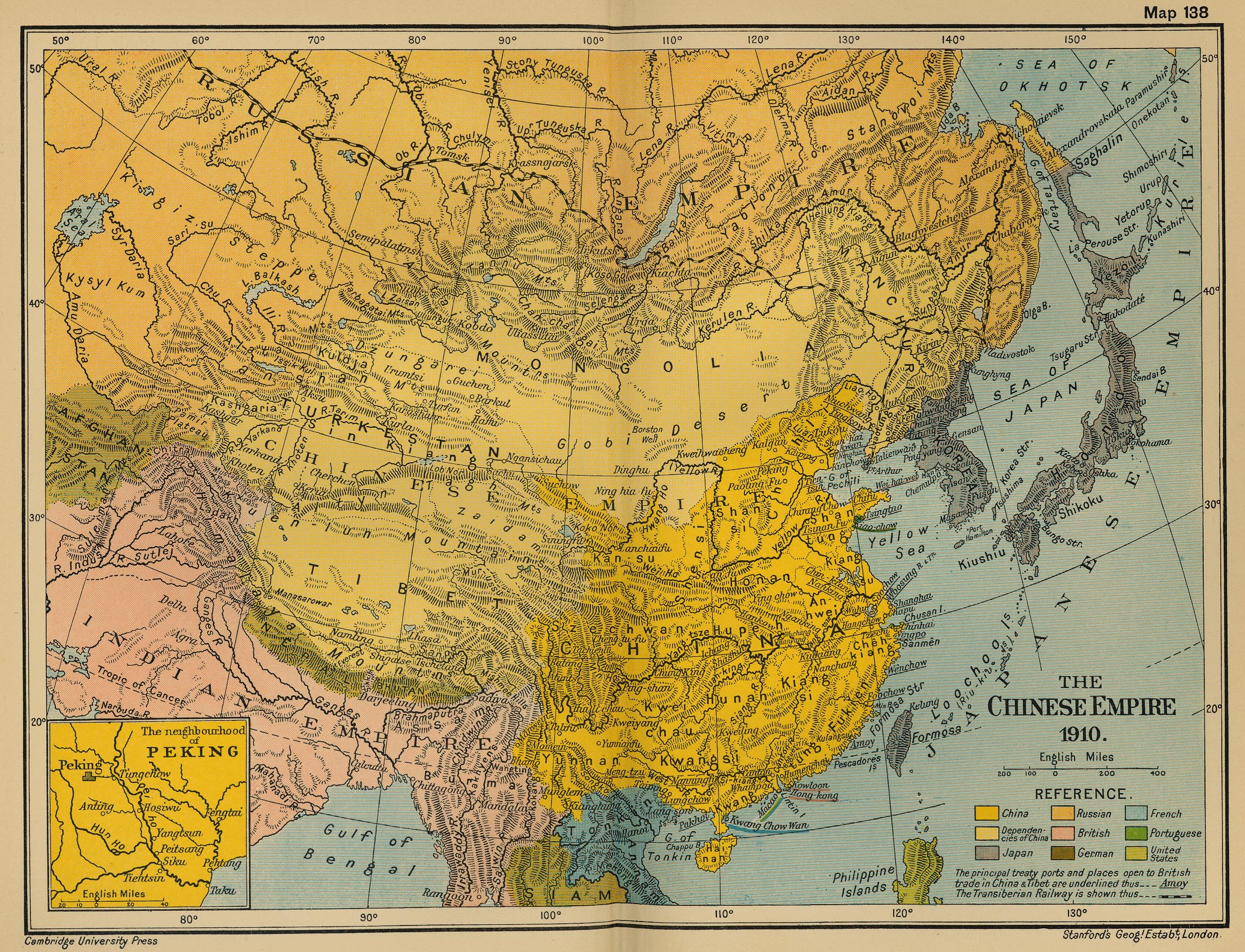
Carte de l'Empire chinois en 1910 publiée en 1912 dans The Cambridge Modern History Atlas (Cambridge University Press). La Chine est représentée en jaune vif, avec ses dépendances (dont le Tibet) en jaune clair.

Le Tibet sous la tutelle des Qing (1720-1912) désigne la période pendant laquelle la région fut structurellement, militairement et administrativement contrôlée à des degrés divers par la dynastie Qing, établie sur l'ensemble de la Chine par les Mandchous. Instaurée après que l'armée Qing eut défait les Dzoungars qui occupaient le Tibet, cette tutelle, qui conférait au gouvernement du dalaï-lama un certain degré d'autonomie politique, prit fin quelque deux siècles plus tard, avec la chute de l'Empire en 1912. Un résident impérial, l’amban (tibétain : ཨམ་བན་, Wylie : am bna), était stationné avec une escorte militaire à Lhassa, d'où il faisait des rapports au Lǐfàn Yuàn, un bureau gouvernemental des Qing qui supervisait les régions frontalières de l'Empire,.

## XVIIIesiècle

### Intervention de l'Empire Qing à Lhassa
Appelés à l'aide par des Tibétains, les Dzoungars, une branche kalmouke des Mongols, ont raison de Lhazang Khan, petit-fils de Güshi Khan, qui, en 1705, avait envahi le Tibet et installé Tsangyang Gyatso, le 6e dalaï-lama, un poète qui préférait composer des chants d'amour plutôt que de s'occuper des affaires de l'État. Une fois à Lhassa, les Dzoungars nomment un nouveau régent tibétain, exécutent des nobles et des lamas et se livrent à des pillages, s'aliénant ainsi les Tibétains. Ils choisissent comme 7e dalaï-lama un fantoche qui n'est pas reconnu par les abbés gélougpa, lesquels annoncent la naissance du vrai dalaï-lama dans la région de Litang,.
Cette situation amène l'empereur Kangxi (1661-1722) à dépêcher à Lhassa, au printemps 1718, un petit corps expéditionnaire, composé de troupes mandchoues, mongoles et Han. Celui-ci atteint, à marche forcée, la rivière Nagchu en août ou septembre 1719, mais dans un état de désorganisation et de famine. Arrêtés à la bataille de la rivière Salouen par les Dzoungars supérieurs en nombre, les quelques milliers d'hommes sont massacrés,.
Un deuxième corps expéditionnaire est envoyé en 1720, commandé par le général Yen Hsi. Avec l'aide de Polhané Sönam Topgyé, un noble du Tsang, et de Khangchenné, le gouverneur du Tibet occidental, qui lèvent des troupes, l'armée impériale pénètre au Tibet depuis l'Amdo et le Kham et, le 24 septembre, chasse les Dzoungars de Lhassa, où elle est bien accueillie par la population. Elle arrête et exécute les principaux dignitaires tibétains ayant soutenu ces derniers, le régent Tagtsepa (en) y compris, et, le 16 octobre, installe sur le trône du Potala le jeune 7e dalaï-lama, Kelzang Gyatso, jusque-là tenu sous la protection des Qing au monastère de Kumbum,. La suite du dalaï-lama est une splendide assemblée de chefs mongols, d'officiers mandchous et chinois ainsi que de religieux et de nobles tibétains.
Si l'autorité du 7e dalaï-lama en tant que pontife suprême du lamaïsme est reconnue par l'empire Qing, celui-ci décide d'établir une sorte de protectorat plus ou moins lâche sur le Tibet afin d'y faire prévaloir ses intérêts dynastiques. Les Qing contrôleront désormais les frontières du Tibet, protègeront les Tibétains des conflits avec les pays voisins ainsi qu'entre eux-mêmes et laisseront leurs chefs régner sur le Tibet d'une manière qui ne soit pas hostile aux intérêts de l'empire. Même si la société tibétaine traditionnelle ne s'en trouve guère affectée, « le Tibet [est] devenu un État satellite de l'Empire mandchou ». La fonction de régent est remplacée par un cabinet de ministres (kalön) pris parmi les partisans de Lhazang Khan et présidé par l'un d'eux, Khangchenné. Le jeune dalaï-lama est privé de tout rôle dans la conduite du gouvernement.
À Lhassa, dont les murailles sont abattues, les troupes sont constituées de 2 000 soldats à l'automne 1720. La route entre Ta-chien-lu (Larégo) et Lhassa est protégée par des détachements stationnant à Lithang, Bathang, Chamdo, en plus de Ta-chien-lu. Des mesures sont prises également pour que la garnison de Lhassa puisse rapidement recevoir des renforts.
En 1723, l'empereur Yongzheng, qui a succédé à Kangxi, mort l'année précédente, décide de retirer les troupes chinoises de Lhassa pour qu'elles ne pèsent pas sur l'économie du Tibet, et prive de ce fait les administrateurs tibétains de tout secours militaire.
À la suite de l'écrasement de la rébellion du prince Khoshot Chingwang Lozang Tenzin au Kokonor (le Qinghai actuel), l'empire Qing en 1724 sépare cette région du Tibet central et la place sous son autorité tandis que le Kham oriental est incorporé dans les provinces chinoises limitrophes en 1728,.

### Lutte de factions de 1726-1728
En 1727, Khangchenné, qui préside le conseil des ministres, est assassiné en pleine séance par deux membres du conseil. Les comploteurs anti-mandchous, des nobles tibétains naguère alliés aux Dzoungars, tuent également les membres de sa famille et liquident ou emprisonnent ses partisans. Polhané, qui n'assistait pas au conseil, apprend la nouvelle et se réfugie à Ngari, dans le Tsang, où il réunit des forces militaires. Celles-ci assiègent Lhassa, qui est reprise en 1728. Les factieux se rendent mais sont épargnés à la demande du dalaï-lama. Lorsque l'armée de l'empereur mandchou arrive en renfort à Lhassa, le gouvernement tibétain est réorganisé. À la demande de l'empereur, qui voit dans le dalaï-lama un point de ralliement pour les anti-Mandchous, le pontife doit quitter Lhassa et s'exiler dans l'est du Kham, au monastère de Litang, sa ville natale.

### Règne de Polhané
Au panchen-lama, les deux ambans envoyés par l'empereur et installés à Lhassa accordent désormais la souveraineté du Tsang et du Tibet occidental mais le pouvoir politique reste aux mains de Polhané, qui est chef du gouvernement et dont le titre officiel est désormais wang, « roi » en chinois.
En 1735, année de l'intronisation de l'empereur Qianlong (règne : 1735–1796), le dalaï-lama revient à Lhassa mais, étant tenu à l'écart des affaires politiques par Polhané, il se consacre à ses fonctions religieuses et aux belles-lettres.
À sa mort en 1747, Polhané laisse un Tibet pacifié dont les relations avec l'Empire sont cordiales. La garnison chinoise est ramenée à 500 hommes. La seule erreur de jugement que l'on puisse imputer à ce grand chef d'État est d'avoir voulu fonder une dynastie et d'avoir choisi son fils comme successeur alors que celui-ci n'était pas taillé pour la tâche.

### Rébellion de 1750
Le fils de Polhané, le prince Gyourme Yeshe Tsetsen, accède au pouvoir en 1750. Devenu de facto roi du Tibet, il fait aussitôt un faux-pas en faisant savoir à l'empereur qu'il souhaite envoyer des membres de la secte gélougpa au Tibet oriental pour y renforcer le poids de cette dernière. L'empereur, qui ne voit dans ce projet qu'un moyen pour le prince de renforcer son propre pouvoir politique, refuse et envoie un de ses conseillers comme amban. Celui-ci lui fait un rapport sans concessions : le prince est un homme têtu, un dirigeant peu aimé, et le dalaï-lama ne le supporte pas.
Les choses empirent rapidement : Gyourme Yeshe Tsetsen fait assassiner son frère cadet, avec qui il est entré en conflit. Il demande à l'empereur de retirer de Lhassa les résidents impériaux et la garnison militaire, tout en assurant son suzerain de sa loyauté et de sa capacité à maintenir l'ordre. Il obtient le retrait de 400 hommes, le restant, au nombre de 500, étant répartis entre Lhassa et Shigatsé. En sous main, il prépare un soulèvement avec l'aide des Dzoungars. Conscients du péril, les ambans Fuqing et Labudun invitent Gyourme Yeshe Tsetsen à leur rendre visite dans leur yamen et l'assassinent. Il s'ensuit une émeute où tous les Hans et Mandchous habitant Lhassa sont massacrés à la suite des deux commissaires impériaux,.
L'année suivante, les deux nouveaux ambans et les troupes envoyées par le gouvernement central répriment la rébellion. Les meneurs et certains de leurs partisans sont exécutés. En hommage aux deux ambans assassinés par la foule dans leur résidence du Tromsikhang — un grand hôtel particulier situé sur le côté nord du Jokhang, bâti par le 6e dalaï-lama et habité par le chef mongol Lhazang Khan jusqu'en 1717 —, l'empereur fait sceller six tablettes de pierre dans la façade du bâtiment.

### Ordonnance en treize articles
En 1751, une ordonnance en 13 articles, édictée par l'empereur Qianlong, apporte des changements à la structure politique et administrative du Tibet.
La fonction de prince est abolie, le dalaï-lama redevient le chef du gouvernement et se fait assister d'un conseil, ou kashag, chargé d'expédier les affaires courantes et dont il désigne les ministres (ou kaleun), deux moines et deux civils.
Une assemblée consultative ou gyadzom est créée, formée de religieux, de fonctionnaires civils, de nobles, de commerçants et d'artisans, et ayant le pouvoir de destituer le régent pendant la minorité du dalaï-lama.
L’amban voit son rôle accru dans la gestion des affaires tibétaines.
Parallèlement, les Qing font en sorte de contrebalancer le pouvoir de l'aristocratie en mettant des responsables issus du clergé bouddhiste à des postes clés,.
Le pouvoir du 7e dalaï-lama est toutefois moindre que celui du « Grand Cinquième ». Il ne règne que sur la région centrale du Tibet, l'U, tandis que le panchen-lama règne sur le Tsang et une bonne partie du Tibet occidental. Quant au Tibet oriental, avec ses royaumes indépendants, notamment de Dergé et de Nangchen, il est annexé par les Mandchous.
Selon les auteurs de  Le statut du Tibet de Chine dans l'histoire, en 1756, le 7e dalaï-lama se retire du monde. Il meurt l'année suivante et un tulkou, Demo Ngawang Jambai Deleg Gyamtso, est nommé régent par l'empereur Qianlong en attendant la majorité du prochain dalaï-lama. Ce sera le début d'un système bien établi où chaque régent sera obligatoirement un tulkou.
Selon Glenn H. Mullin et Tsepon W.D. Shakabpa, à la mort du 7e dalaï-lama, Démo Délek Gyatso est choisi par des chefs religieux et temporelles tibétains, dont le Kashag qui décide de ne pas  gouverner mais de nommer un régent. Démo Délek Gyatso, moine de Drépung dirigeait alors le monastère de Tengyeling. Il avait été un disciple du 7e dalaï-lama. Il devient le premier régent (gyaltsab).
Le nouveau dalaï-lama est trouvé en 1758, dans l'ouest du Tibet. Il est intronisé à Lhassa en 1762 sous le titre de 8e dalaï-lama et le nom de Jamphel Gyatso, en présence de l'envoyé spécial de l'empereur Qianlong. Ce dernier, en 1781, publie un édit permettant au nouveau dalaï-lama de gouverner le Tibet.
La même année, l'empereur invite le panchen-lama à Pékin à l'occasion de son 60e anniversaire mais ce dernier meurt de la variole quelques mois après son arrivée. L'empereur lui rend de grands hommages.

### Invasion des Gurkhas népalais en 1788 et 1791
En 1769, le chef de la principauté de Gorkha, Prithvi Narayan, unifie plusieurs États indépendants des contreforts de l'Himalaya en un royaume, le Népal, dont il devient le premier souverain. Il coupe les voies de commerce traditionnelles entre l'Inde et le Tibet au grand dam des Anglais.
À la suite d'une querelle entre le Népal et le Tibet, les forces gurkha, envoyées par le roi du Népal, Rana Bahadur, pénètrent au Tibet au printemps 1788, occupant un certain nombre de postes-frontières, pour finalement s'en retirer l'année suivante sous certaines conditions : les Tibétains doivent verser au Népal 11 tonnes d'argent par an.
Les Tibétains étant revenus sur leurs engagements, les Gurkhas népalais, en 1791, envahissent à nouveau le Tibet méridional, saisissant Shigatsé, détruisant, pillant, et défigurant le grand monastère de Tashilhunpo. Le jeune panchen-lama est forcé de fuir à Lhassa. Devant l'impéritie des ambans Baotai et Yamontai, l'empereur Qianlong, conscient que l'écrasement du Tibet ferait de ce dernier le vassal du Népal, y envoie, depuis le Sichuan, une armée de 17 000 hommes composée de Han, de Mongols, de Mandchous et de Jin et commandée par le général Fukang'an. En 1793, avec l'assistance de troupes tibétaines, elle repousse les troupes népalaises jusqu'à peu près 30 km de Katmandou, forçant les Gurkhas à admettre leur défaite et à restituer les trésors qu'ils avaient pillés. Le versement d'un tribut est imposé à ces derniers (tribut qui continuera à être versé par le Népal à la Chine jusqu'au renversement de l'Empire chinois).

### Règlement en 29 articles pour mieux gouverner le Tibet (1792)

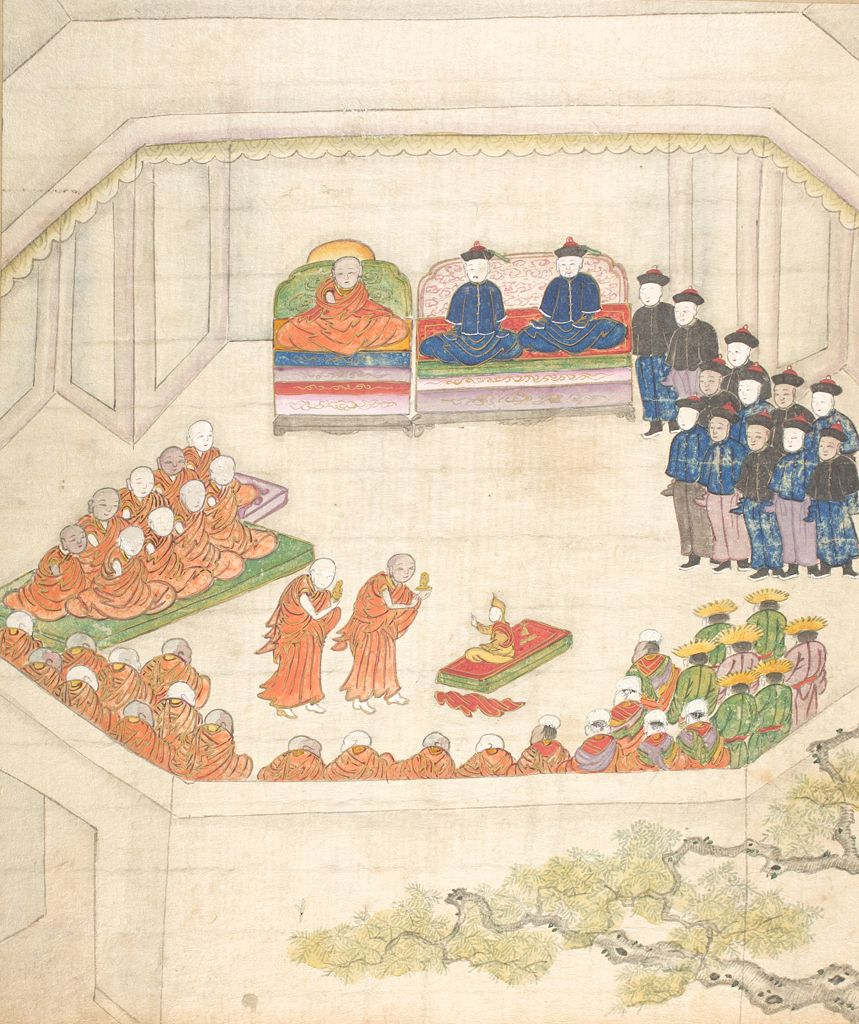
Intronisation de Lungtok Gyatso, 9e dalaï-lama, en présence d'ambans vers 1808

L’incapacité des Tibétains à repousser les forces népalaises sans l’aide de l’armée chinoise, conjuguée à l’inefficacité de leur gouvernement dans la direction et la gestion des affaires, amènent les Qing à prendre les choses en main une nouvelle fois. En 1792, l’empereur Qianlong signe un décret intitulé « Règlement en 29 articles pour mieux gouverner le Tibet ». L'empereur y manifeste sa volonté d'un retour à une règle plus conforme à ce qu'elle était à l'époque du 5e dalaï-lama.
Ce décret renforce les pouvoirs dont disposent les ambans, lesquels désormais prennent part au gouvernement du Tibet sur un pied d'égalité avec le dalaï-lama et le panchen-lama et ont prééminence dans les affaires politiques sur le kashag et le régent. Le dalaï-lama et le panchen-lama doivent passer par eux pour adresser une pétition à l’empereur.
Le nouveau décret confère aux ambans une autorité égale à celle du dalaï-lama pour ce qui est des questions et nominations administratives importantes et exige que les nominations aux postes les plus élevés (comme celui de ministre du conseil) soient soumises à l'empereur pour approbation.
Les ambans sont chargés également de la défense des frontières et de la conduite des affaires étrangères.
La garnison impériale et l’armée tibétaine sont placées sous leur commandement.
Pour voyager, il faut être muni de documents délivrés par les ambans.
La correspondance des autorités tibétaines avec l’étranger (dont les Mongols du Kokonor) doit être visée par les ambans.
Les décisions de justice sont soumises à leur aval.
Une disposition interdit aux proches parents des dalaï-lamas et panchen-lamas d’occuper des fonctions officielles jusqu’à la mort de ces derniers.
Le décret renferme également des dispositions visant à empêcher l’abus des corvées infligées à la paysannerie.
Mais surtout, selon l’article premier, le choix de la réincarnation du dalaï-lama et de celle du panchen-lama se fera au moyen du tirage au sort dans une urne d’or afin d’éviter d’éventuelles manipulations conduisant à la désignation de rejetons de puissantes familles laïques.
Constatant que « L'absence de l'armée officielle dans la région du Tibet a eu pour conséquence l'instauration de conscriptions d'urgence en temps de crise, ce qui s'est avéré dommageable pour le peuple tibétain », le 4e article décrète la formation d'une infanterie tibétaine permanente de 3 000 hommes, laquelle permettra au Centre de ne plus avoir à secourir militairement les Tibétains. Partant du principe qu'un drapeau militaire est une nécessité pour l'entraînement quotidien d'une armée, le gouvernement central des Qing instaure le « drapeau au lion des neiges » comme drapeau militaire du Tibet,.
Pour mettre un terme à la dépréciation des pièces de monnaie employées au Tibet, source du conflit avec le Népal, un hôtel de la monnaie sera établi à Lhassa qui frappera deux pièces d'argent ayant pour poids respectifs une masse et une demi-masse.
Les exigences du gouvernement central furent communiquées au dalaï-lama par le général Fu Kangan, commandant du corps expéditionnaire.
Enfin, des garnisons militaires Qing sont établies près de la frontière népalaise, à Shigatsé et à Tingri.

## XIXesiècle

### Invasion du royaume du Ladakh (1834)
À partir de 1834, le royaume indépendant du Ladakh, région de culture proche de la culture tibétaine, alors désignée en Occident sous le nom de « Petit Thibet », fait l'objet d'attaques des troupes dogras inféodées à Gulab Singh, prince du Jammu-et-Cachemire. Le monarque vaincu est déposé et placé en résidence surveillée, non loin de Leh, sa capitale. Les trois quarts des moines sont contraints de s'exiler au Tibet par les nouveaux maîtres du pays qui pensent ainsi assujettir les Ladakhis,.

### Nouvelle invasion des Népalais (1841)
En 1841, les Népalais envahissent la région ouest du Tibet. Avec l'aide des Chinois, les Tibétains les repoussent. En 1844, nouvelle tentative d'invasion des Népalais, abandonnée toutefois lorsque les Tibétains consentent à payer aux envahisseurs un tribut annuel équivalent à celui que les Népalais doivent verser à la Chine. Les Népalais reçoivent en outre le droit d'extraterritorialité et celui de maintenir à Lhassa un consul-agent général, protégé par une petite troupe de soldats népalais.

### Traité de paix tibéto-ladakhi (1842)
Au vu de la faiblesse des défenses du Ladakh et du Tibet, une armée sikh, conduite par le général Zorawar Singh (en), intervient au Tibet occidental en 1841, occupant les villes de Gartok, Routok, Guge et Purang et installant son QG à Taglakhar. À l'automne, la situation se retourne en faveur des Tibétains. Les villes sont reprises une à une. Zorawar Singh meurt au combat à proximité de Purang. En 1842, l'armée tibétaine parvient à Leh mais ses soldats, armés de lances, d'épées et de mousquets à mèche, se heurtent à des troupes armées de fusils et de canons britanniques et doivent se replier sur le Ngari, où les officiers tibétains sont faits prisonniers. Mais les Dogras ont été affaiblis par cette apparente victoire. Un traité de paix est signé à la résidence de Gulab Singh en septembre. Le Tibet et le Ladakh confirment leurs frontières respectives de 1684 et la tutelle du Jammu sur le Ladakh et renouvellent leur engagement d'amitié. Le traité de paix tibéto-ladakhi de 1842, ou traité de Chushul, est confirmé en 1852 par un nouvel accord commercial,.

### Intervention du Tibet au Bhoutan (1885)
Lors d'une guerre civile au Bhoutan, le Tibet intervient pour « rétablir l’ordre ». Les Anglais n'interviennent pas mais ils envoient à Lhassa une mission officielle dirigée par l'homme politique britannique Macaulay. Les Tibétains s'y opposent, la mission est abandonnée. Les Anglais réclament alors une indemnité aux Chinois pour ne pas avoir respecté la convention de Zhifu,.

### Enter the British
En 1886-1888, il y a un premier contact entre le Tibet et l'armée britannique qui a déjà conquis le Népal et le Bhoutan et détaché le Sikkim de l'allégeance sino-tibétaine. À partir de cette époque, les trois États himalayens, jusque-là soumis plus ou moins nominalement au Tibet et donc à la Chine, passent dans l'orbite de l'Empire des Indes.
Les premières manœuvres britanniques en direction du Tibet se soldent par des échecs, avec une fin de non-recevoir de la part des autorités tibétaines qui refusent de s’ouvrir aux influences occidentales ou de voir leur territoire traversé par des commerçants. C’est donc vers la Chine, considérée comme puissance tutrice, que les Anglais vont se tourner pour arriver à leurs fins. L’ouverture vers la Chine va s’opérer en deux phases, avec un changement d’orientation très net dans la stratégie anglaise lorsqu’ils percevront clairement la réalité locale. Dans un premier temps, ils multiplient les signatures de traités inégaux avec la Chine colonisée ; les plus importants sont :
- 1876 : la convention de Zhifu, où la Chine accorde aux Britanniques un droit de passage sur le territoire tibétain ; cet accord est une des premières reconnaissances implicites de l’autorité chinoise sur le Tibet par une puissance occidentale[60] ;
- 17 mars 1890 : la Convention entre la Grande-Bretagne et la Chine concernant le Sikkim et le Tibet ou traité de Calcutta, qui fixe la frontière entre le Sikkim anglais et le Tibet[60] et implique à nouveau la reconnaissance de la suzeraineté chinoise sur le Tibet[61] ;
- 5 décembre 1893 : le Tibet Trade Regulation ou traité commercial anglo-chinois sur le Tibet, qui autorise le commerce britannique au Tibet et permet à la Grande-Bretagne d’ouvrir un comptoir commercial à Yatoung, en territoire tibétain, avec la garantie de la libre circulation des ressortissants britanniques entre ce point et la frontière. Le statut d’extraterritorialité leur est accordé, ils ne seront soumis qu'aux lois anglaises[60].

## XXesiècle

### Expédition militaire britannique au Tibet (1904)

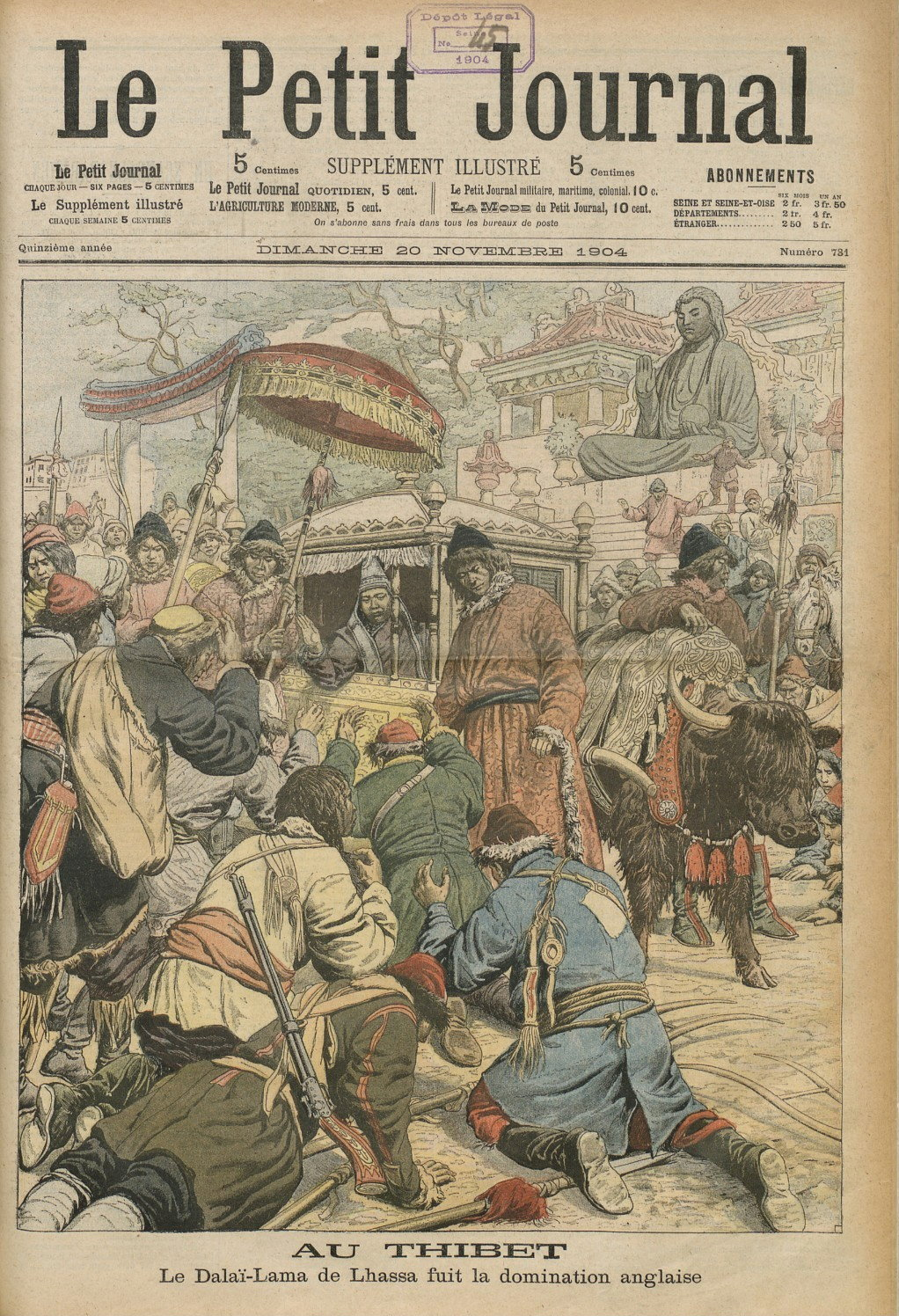
Le dalaï-lama fuyant l'invasion britannique, Le Petit Journal du 20 novembre 1904.

L'intérêt accru de la Grande-Bretagne pour l'établissement de liens avec le Tibet a pour aboutissement l'envoi par celle-ci d'une force expéditionnaire de plusieurs milliers d'hommes au Tibet en 1904. Refusant, malgré les demandes insistantes du pouvoir chinois et de son amban, de négocier en position d'infériorité avec les forces britanniques marchant sur Lhassa, le dalaï-lama, déguisé sous la robe cramoisie d'un simple moine, s’enfuit à Urga, en Mongolie, où il espère obtenir l'appui du Tsar[Quoi ?] mais celui-ci, étant en guerre contre le Japon, ne peut intervenir au Tibet. Le dalaï-lama se retrouve dès lors « déposé » par Pékin. Le corps expéditionnaire britannique écrase dans le sang la défense tibétaine et, le 3 août 1904, Lhassa tombe aux mains des Britanniques.

### Convention entre la Grande-Bretagne et le Tibet de 1904 révisée par le traité de Pékin de 1906
Le 7 septembre 1904, la Grande-Bretagne, représentée par le colonel Francis Younghusband, chef de la mission britannique, conclut avec le seul Tibet, représenté par le régent Lobsang Gyaltsen, la convention entre la Grande-Bretagne et le Tibet, l’amban You Tai, qui représente le gouvernement central chinois, refusant de le parapher. L'accord prévoit que trois villes du Tibet – Gyantsé, Gartok et Yatoung – seront ouvertes au commerce britannique et hébergeront des agents britanniques. Jusqu'à la fin du règlement par le Tibet d'une indemnité financière, la Grande-Bretagne pourra occuper la vallée de Chumbi et aucune autre puissance ne pourra résider, intervenir ou avoir de concessions pour le chemin de fer ou des gisements miniers au Tibet. Ce traité annule les accords de 1890 et 1893 entre la Chine et les Britanniques et transforme le Tibet quasiment en protectorat de l'Inde britannique. À l'issue de la signature du traité, les militaires britanniques quittent Lhassa le 23 septembre 1904, sans laisser ni résident ni soldats dans la capitale.
Comme le traité de Lhassa implique que le Tibet est un État souverain habilité à signer des traités de son propre chef, le suzerain mandchou n'est pas d'accord et considère qu'il n'a aucune valeur juridique et ne peut entrer en vigueur. Les Britanniques signent donc, en 1906, un deuxième accord, cette-fois avec les Chinois, le traité de Pékin, lequel reconnaît à nouveau la suzeraineté de la Chine sur le Tibet. il n’y aura pas d’occupation anglaise du territoire tibétain et l’indemnité de guerre se réglera en trois fois (Pékin versera les sommes dues par les Tibétains). Britanniques et Chinois s'engagent à ne permettre à aucune autre puissance étrangère de s’infiltrer sur le territoire ou dans l'administration interne du Tibet (Article II).

### Reprise en main à Lhassa (1906)
En avril 1906, le gouvernement impérial envoie à Lhassa un diplomate, Zhang Yintang, ayant pour mission, comme amban adjoint et commandant en chef adjoint, de reprendre en main les affaires tibétaines et de restaurer l'ordre impérial. Un de ses premières mesures est de déposer l'amban You Tai et une douzaine de responsables mandchous et Han accusés de corruption et d'absence de résistance face à l'invasion britannique.

### Séjour du13edalaï-lama à Pékin (1908)

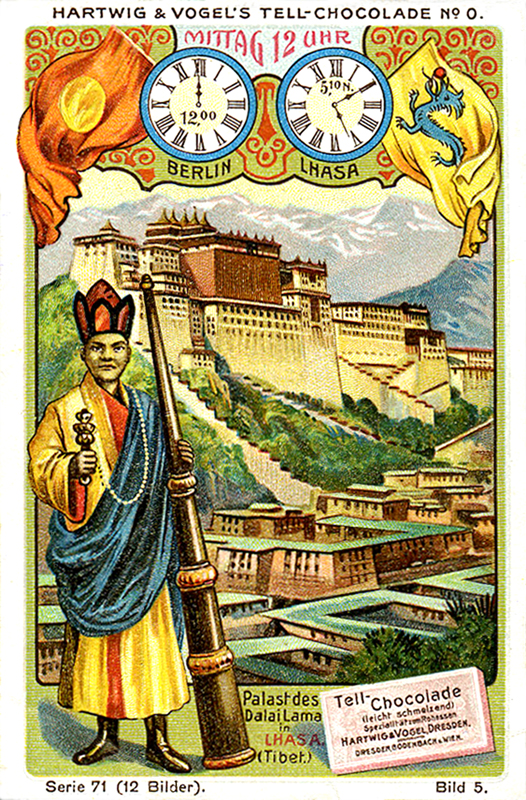
Le palais du Dalai Lama à Lhasa (Tibet). Cette carte fait partie des cartes à collectionner de la série 71, "Scènes d'autour du monde - midi à Berlin", carte no 5/12. En haut à droite flotte le drapeau de la dynastie Qing de 1890 à 1912.

Après avoir passé une année dans l'Amdo, le 13e dalaï-lama est invité en 1908 à se rendre à Pékin auprès de l'empereur Qing Guangxu. Le pontife tibétain espère parvenir à une entente avec ce dernier et à rétablir son autorité au Tibet. L'exploratrice Alexandra David-Néel rapporte que, dans son voyage, le dalaï-lama s'était « prévalu de la règle qui veut que, par respect, on ne doive jamais laisser passer un Dalaï-lama sous une voûte, pour exiger que les portes des murailles des villes qu'il lui fallait traverser sur sa route soient démolies ». « Les autorités chinoises avaient alors accédé à cette extravagante prétention ». Alexandra David-Néel ajoute que « les autorités chinoises [...], ayant pris conscience de leur absurdité, [...] s'étaient abstenues au retour du dalaï-lama dans son pays, de lui témoigner la moindre marque de déférence, ce dont, me disaient ses familiers, il avait été furieux. ». Les humiliations ne lui sont pas épargnées : on l’oblige à fléchir le genou devant Cixi, l’impératrice douairière, pour marquer sa dépendance. On lui décerne des titres honorifiques empoisonnés, on lui garantit le paiement d'une rente comme à un haut fonctionnaire. Un décret le rétablit dans ses fonctions de chapelain de la cour mandchoue. Arguant que l'amban ne transmet pas fidèlement ses avis, il demande à ne plus avoir à passer par son intermédiaire. L'empereur refuse mais l'autorise à rentrer à Lhassa car, entre-temps, les accords passés avec la Grande-Bretagne et la Russie ont réaffirmé que le Tibet faisait partie de la Chine. Durant son séjour à Pékin, l'empereur et l'impératrice meurent, respectivement le 14 et le 15 novembre 1908. Le prince Ch'un, devenu régent de l'empire, demande au dalaï-lama de célébrer les rites funéraires conformément à la religion de la famille impériale. Celui-ci obtient satisfaction pour certaines de ses demandes et quitte Pékin le 21 décembre pour retourner à Lhassa.
Pour Gilles van Grasdorff, le dalaï-lama se déplace en « souverain indépendant, non en vassal destitué ». Un premier entretien est annulé entre l'empereur et le dalaï-lama, ce dernier refusant de se prosterner puis de s'assoir sur un siège plus bas que celui de l'empereur. Un second rendez-vous se tient finalement le 14 octobre, Thubten Gyatso pliera simplement le genou devant l'impératrice Cixi et Guangxu.
William Woodville Rockhill, l'ambassadeur américain présent à Pékin, rapporte que lors de cet entretien « Le dalaï-lama avait été traité avec tout le cérémonial dont tout souverain indépendant aurait pu être gratifié  ». Le même Rockhill, dans son rapport au président Theodore Roosevelt en date du 30 juin 1908, écrit qu'« il a probablement été le témoin de la révocation du pouvoir temporel du dalaï-lama » et que le correspondant du Times de Londres à Pékin signale lui aussi que « le séjour du dalaï-lama a coincidé avec la fin de son pouvoir temporel mais que celui-ci a été reçu avec toute la dignité qui sied à son ministère spirituel ». La tibétologue Françoise Wang-Toutain considère que lors de cette entrevue la relation chapelain / donateur a cessé.

### Programme d'intégration du Tibet au reste de la Chine (1905-1911)
À partir de 1905, la Chine reprend provisoirement le contrôle du Tibet en tant que puissance suzeraine, jusqu'à la révolution de 1911 qui marque l'effondrement de l'Empire Qing et l'installation de la République de Chine. Après avoir obtenu le départ des troupes britanniques moyennant le paiement d'une indemnité, la dynastie Qing, quoique affaiblie, décide de jouer un rôle plus actif dans la conduite des affaires tibétaines. Pour préserver ses intérêts, elle met en œuvre, de 1905 à 1911, un programme d'intégration du Tibet au reste de la Chine aux plans politique, économique et culturel.
On projette une ligne de chemin de fer reliant le Sichuan au Tibet. On prévoit de former une armée de six mille hommes et de séculariser le gouvernement tibétain en créant des commissions gouvernementales non ecclésiastiques.
On projette un hôtel des monnaies, la construction de routes et de lignes téléphoniques et la mise en exploitation des ressources locales.
À Lhassa, une école chinoise s'ouvre en 1907 et un collège militaire en 1908,.
Un service postal chinois comptant cinq bureaux de poste est établi au Tibet central et les premiers timbres sont émis (avec des inscriptions en chinois et en tibétain),.
En 1909, un journal bilingue, le Journal vernaculaire du Tibet, le premier de son genre, est imprimé à Lhassa sur des presses importées de Calcutta. Il paraît tous les dix jours et chaque numéro est tiré à 300 ou 400 exemplaires. Son objectif, à la fois éducatif et de propagande, est de faciliter les réformes administratives engagées par Lian Yu et Zhang Yintang.
Ce programme est toutefois réduit à néant par l'éclatement de la révolution chinoise de 1911, l'effondrement de l'empire Qing et l'élimination de Chao Ehr-feng. Pour Hsaio-ting Lin, la série de réformes lancées par Chao Ehr-feng peut être considérée comme la première tentative de construction d'un État de la part de la Chine moderne dans ses marches du Sud-ouest.

### Déposition du13edalaï-lama (1910)
Selon l'historien Max Oidtmann (en), à la fin de l'hiver 1910, le gouvernement impérial est furieux contre Thubten Gyatso qui a coupé les vivres à son représentant, l’amban, en violation des accords de ravitaillement. C'est que le gouvernement tibétain vient de constater la brusque dissolution, par les administrateurs Qing, des domaines qu'il possède dans le Kham, et le dalaï-lama craint de voir son autorité temporelle retirée. Quand une colonne de secours, partie du Sichuan et menée par le général Zhao Erfeng, arrive à Lhassa pour faire respecter l'accord, le dalaï-lama, accompagné de membres de son gouvernement, s'enfuit en Inde britannique avec un détachement de cavaliers. Le 25 février, les Chinois non seulement déposent à nouveau le dalaï-lama en réaction à sa fuite mais aussi le privent de son statut de réincarnation, mesure qui est affichée publiquement à Lhassa. Un gouvernement tibétain prochinois est constitué, qui est reconnu par les Anglais soucieux d'éviter une confrontation avec l'empire mandchou. Les démarches faites par le dalaï-lama pour obtenir l'intervention des puissances étrangères (Grande-Bretagne, France, Russie et Japon) sont restées lettre morte.

### Proclamation de la république chinoise à Lhassa (1912)
En octobre 1911, les Chinois se soulèvent contre la dynastie Qing et en février 1912, Yuan Shikai devient président de la république de Chine. À l'annonce de la Révolution chinoise de 1911, les soldats de la garnison de Lhassa se soulèvent, arrêtent l’amban Lian Yu et appellent les autres troupes disséminées dans le Tibet à gagner Lhassa. Le général Zhong Yin prend la tête du mouvement. Un conseil représentatif provisoire assume le pouvoir et une constitution est élaborée. La république chinoise est proclamée à Lhassa le 7 mars 1912.

### Combats et règlements de comptes à Lhassa
La chute de la dynastie mandchoue est un heureux coup du sort dont le dalaï-lama tire parti immédiatement. Il crée, en secret, un ministère de la guerre et met sur pied une force armée pour reprendre le pouvoir,. Sous la conduite de Dasang Damdul Tsarong, nommé commandant en chef (chida) et envoyé depuis l'Inde par le dalaï-lama, des volontaires tibétains prennent Shigatsé et Nadong, avant de gagner Lhassa, désormais divisée en une partie nord tenue par les Tibétains et une partie sud tenue par les Chinois. Les combats forcent Zhong à se retrancher au monastère de Tengyéling, transformé en forteresse et dont les moines sont favorables à la tutelle chinoise. Les assiégés continuent le combat jusqu'à ce que la faim les oblige à se rendre,.
Les monastères, qui sont entrés en rébellion, demandent le départ immédiat de tous les ressortissants chinois. En Chine, Canton, les provinces du Hubei et du Yunnan proposent d'envoyer des troupes au Tibet, ce qui amène Londres à avertir Pékin que la question tibétaine pèsera lourd dans la reconnaissance officielle de la nouvelle république. Les troupes de secours ne dépasseront pas le Mékong.
Entre-temps, chez les dirigeants tibétains, l'heure est sombre. Le ministre Tsarong Wangtchoug Gyelpo, soupçonné d'être favorable aux Chinois bien qu'ayant la confiance du dalaï-lama – il avait participé à la convention commerciale (Trade Regulation Agreement) entre la Grande-Bretagne, la Chine et le Tibet en 1908 à Calcutta –, est victime d'un complot. Alors qu'il participe à une réunion de haut niveau au Potala, il est arrêté, traîné dans les grands escaliers de pierre et décapité. Son fils, amené sur les lieux voir la tête de son père, est décapité à son tour. Plusieurs autres hauts responsables sont également assassinés.
Finalement, le vice-roi des Indes, Charles Hardinge, envoie Sonam Wangfel Laden négocier un cessez-le-feu et différents accords. En avril, après s'être rendus, trois mille soldats chinois et leurs officiers sont autorisés à quitter le Tibet pour l'Inde. Nombreux sont ceux qui se perdent en route ou qui meurent de faim ou de froid. À Lhassa, l'épuration commence. Selon Laurent Deshayes, vers 1913, les compagnes tibétaines des soldats chinois laissées pour compte sont lapidées ou mutilées, celles qui ont pu fuir échouent lamentablement à Calcutta. En 1914, le monastère de Tengyeling est démoli pour collusion avec les Chinois et le général Zhao Erfeng. Les traîtres sont bannis et les moines restants répartis entre différents monastères.

### Fin de la relation prêtre-protecteur (chö-yon) (1912)
Le 14 février 1913, vingt-deux jours après son retour à Lhassa, le dalaï-lama émet, à l'intention de ses fonctionnaires et de ses sujets, une proclamation réaffirmant unilatéralement son pouvoir absolu sur le Tibet. Ayant reçu une lettre de Yuan Shikai s'excusant des exactions commises par les forces chinoises et souhaitant restaurer le rôle du dalaï-lama, celui-ci répond qu'il ne demande aucun titre du gouvernement chinois car il entend exercer seul son pouvoir spirituel et temporel au Tibet. Cette proclamation et cette lettre sont depuis lors considérées comme constituant une déclaration officielle d'indépendance par les Tibétains,. 
Pour Alfred P. Rubin, un expert américain en droit international, les déclarations d'indépendance du Tibet n'étaient aucunement des déclarations politico-juridiques mais simplement l'affirmation par le 13e dalaï-lama que la relation prêtre-protecteur (mchod-yon) entre les dalaï-lamas et les empereurs chinois s'était éteinte du fait de la fin de l'empire. 
Pour Laurent Deshayes, le dalaï-lama s'adresse à tous les Tibétains, de l'Amdo au Ngari Korsum, c'est-à-dire au Tibet ethnique et culturel, et non pas à une « nation », car les populations vivant sur les marges du plateau tibétain sont très hétérogènes.

## Garnison de Lhassa
Il y a 3 000 soldats (han, mongols et mandchous) à Lhassa au début du XVIIIe siècle, leur nombre croissant parfois jusqu'à 10 000 ou 15 000 (pendant la guerre contre les Gurkhas en 1791).
À la mort du dirigeant tibétain Polhané en 1747, la garnison chinoise n'est plus que de 500 hommes en raison de l'état paisible de la région et de ses relations cordiales avec l'Empire.
Matthew Kapstein indique que vers le milieu du XIXe siècle, les Qing, alors en butte à des conflits en Chine proprement dite, se révèlent incapables de maintenir plus avant une présence militaire effective au Tibet central.

## Bureau des affaires frontalières
Le Bureau des affaires frontalières, ou Cour responsable des provinces extérieures, en chinois Lǐfàn Yuàn, est un organisme gouvernemental de l'empire Qing, chargé de surveiller ses dépendances mongoles et tibétaines et de superviser la nomination des commissaires impériaux ou ambans. Fondé en 1638 par le premier empereur de la dynastie des Qing, Hóng Tàijí (洪太極), et présidé statutairement par un Mandchou ou un Mongol, le Lǐfàn yuàn était classé parmi les « huit yamen » ou organes majeurs du gouvernement central.
Rompant avec l'attitude traditionnelle sinocentrique de l'empire chinois, le Lǐfàn Yuàn fut « la première institution qui prit en compte et géra les populations non chinoises des périphéries, non pas dans le cadre de la politique étrangère, mais en les intégrant au sein d'un système de rituels impériaux visant à donner le statut de 'sujets de l'empire' à des personnes  ethniquement et culturellement étrangères à la Chine ».

## Pouvoirs desambans

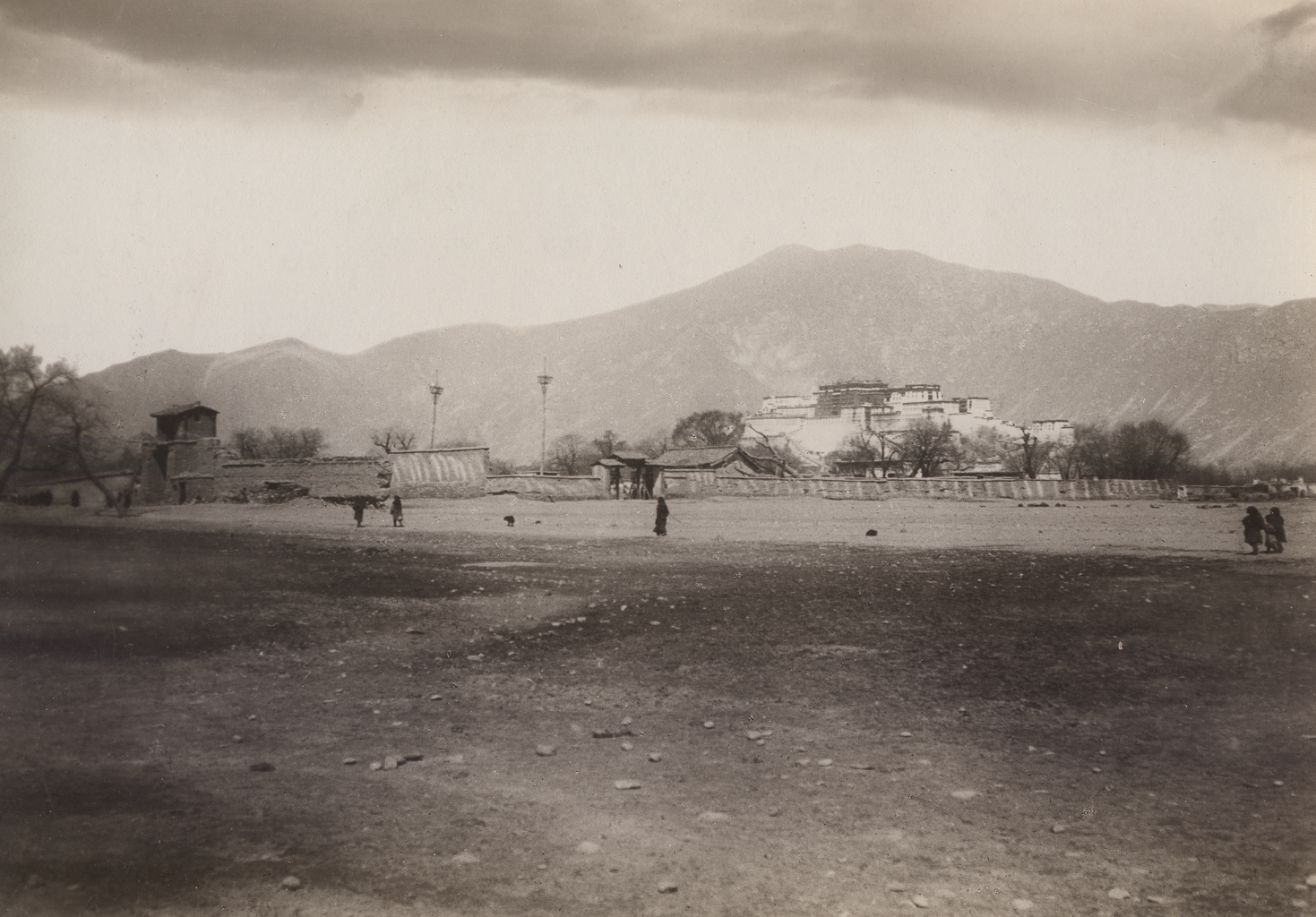
Yamen de l'amban de Lhassa vers 1900.

Pour le sociologue Rong Ma, la principale mission échue aux deux ambans et à leurs troupes est de s'assurer de la subordination du Tibet au pouvoir impérial, de maintenir la paix civile et de repousser toute invasion étrangère.
Le juriste Barry Sautman indique que le Bureau des affaires frontalières, dénommé Zongli Yamen après 1861, gérait les affaires étrangères du Tibet et une bonne partie des affaires intérieures de celui-ci. Il s'occupait des affaires monastiques et nomadiques, délimitait les frontières, gérait le service postal, présidait réunions et cérémonies et supervisait le commerce. Il approuvait les dalaï-lamas et les panchen-lamas. À partir de 1728, l'amban se chargea des affaires étrangères et militaires, puis, à partir de 1793, il eut le droit d'identifier le dalaï-lama et le panchen-lama, d'examiner leurs revenus et leurs dépenses, de surveiller l'immigration, l'émission de la monnaie, les impôts, le système pénal, ainsi que de nommer et payer les militaires. Il devait assister aux grandes festivités religieuses, notamment la consécration des lamas réincarnés en tulkous. Les finances monastiques étaient contrôlées par l'empire mais comme l'empereur privilégiait les moines par rapport aux nobles, la plupart des moines lui étaient acquis.
Les ambans étaient par ailleurs chargés d'organiser le commerce entre le Tibet et les autres régions. La régulation de ce commerce se faisait surtout par voie administrative. Ainsi, pendant le règne de l'empereur Qianlong (1736-1795), le gouvernement tibétain acheta du cuivre provenant de la province du Yunnan à trois reprises par l'intermédiaire des ambans de Lhassa. Lorsque le gouverneur du Yunnan Li Sirao refusa de fournir du cuivre au Tibet en 1779, le dalaï-lama s'en plaignit auprès des ambans et Qianlong fit des remontrances officielles au gouverneur.

## Les Chinois de Lhassa
Si la plupart de Chinois habitant Lhassa avant 1912 étaient des marchands et des fonctionnaires liés à l'amban, d'autres étaient des descendants de soldats. Dans les années 1840-1860, un amban vint à Lhassa accompagné de soldats Han originaires du Sichuan. Ceux-ci épousèrent des Tibétaines et s'installèrent dans le quartier de Lubu (près de ce qui est aujourd'hui la route de Yuthok), où ils créèrent des exploitations maraîchères sur d'anciens marécages. Leurs descendants formèrent une communauté qui s'intégra au milieu culturel tibétain.
Les descendants tibétanisés de soldats chinois musulmans s'installèrent pour leur part au quartier de Hebalin où ils s'adonnèrent eux aussi au maraîchage.

## Points de vue sur la nature et l'évolution du protectorat des Qing
En 1853, Guillaume Pauthier et Louis Bazin parlent de « suzeraineté » de la Chine sur le Tibet et qualifient celui-ci de « possession » chinoise à l'époque de la Dynastie Qing.
En 1870, le géographe russe Mikhail Ivanovitch Veneioukov, parlant de « pays vassaux » de l'empereur mandchou (alors Tongzhi), décrit le Tibet et les autres possessions comme étant distincts de la Chine proprement dite.
L'historien et géographe Louis Grégoire explique en 1876 dans son livre, « Géographie générale, physique, politique et économique », au « Chapitre IX, Pays qui dépendent de l'Empire chinois, section 5. Tibet ou Thibet », que, sous la dynastie Qing, « Le souverain spirituel du Thibet est le Dalaï ou Talé-Lama ; c'est toujours un enfant, incarnation de Bouddha, choisi entre trois candidats, que présentent les grandes lamaseries, par les ambassadeurs de l'empereur de la Chine. Il délègue son autorité temporelle à un radjah, appelé Nomekhan ou Gyalbô, qui gouverne avec quatre ministres et seize mandarins, tous nommés par un diplôme impérial et révocables au gré de l'empereur. Quatre mille soldats chinois sont distribués dans les stations importantes, et des postillons chinois, espèces de gendarmes, font le service des postes. Quatre grandes principautés et plusieurs petites sont administrées directement par des agents chinois. Dans ces derniers temps, de vastes territoires, entièrement thibétains par la langue, les mœurs, la religion, ont été réunis au Ssé-tchouan et au Yun-nan. ».
Selon l'explorateur et anthropologue russe Tsybikoff (1904), l’amban mandchou, nommé par la cour impériale, supervise l'échelon gouvernemental supérieur, ce qui montre à l'évidence la subordination vis-à-vis de la Chine du gouvernement du Tibet central dont le chef spirituel et séculier est le dalaï-lama.
Lord Curzon, vice-roi des Indes de 1899 à 1905, déclare dans un rapport adressé le 8 janvier 1903 à Londres au secrétaire d’État aux affaires indiennes : « Nous considérons la soi-disant suzeraineté de la Chine sur le Tibet comme une fiction constitutionnelle, une simulation politique maintenue parce que convenant aux deux parties. ».
Pour Alexandra David-Néel, « la Chine en vi[e]nt à s'attribuer une suzeraineté assez peu rigoureuse, mais réelle, sur le gouvernement de Lhassa ». L’amban, un haut fonctionnaire appartenant parfois à la famille impériale, réside à Lhassa, où il exerce, du moins de façon nominale, un contrôle sur la politique du Tibet.
Selon l'historien italien Luciano Petech, à partir de 1751, le protectorat exercé par la dynastie Qing prend sa forme définitive et demeure inchangé jusqu'en 1912, à l'exception de quelques aménagements en 1792 où, aux droits de contrôle et de regard donnés aux ambans, s'ajoute une participation directe au gouvernement tibétain.
Selon Michael van Walt van Praag, en 1720, les empereurs de la dynastie Qing exercent sur le Tibet une influence politique proche du protectorat sans toutefois l'incorporer dans leur Empire.
L'historien Laurent Deshayes considère que la Chine n'exerça jamais d'autorité sur les Tibétains à la hauteur de ses prétentions, au milieu du XIXe siècle le Tibet n'était toujours pas considéré par elle comme une province intégrée à l'Empire, et l'ensemble des commissaires impériaux (ambans) nommés en poste au Tibet au XIXe siècle n'eurent pas de pouvoir réel à l'exception toutefois de Qishan, qui fut envoyé au Tibet en 1844.

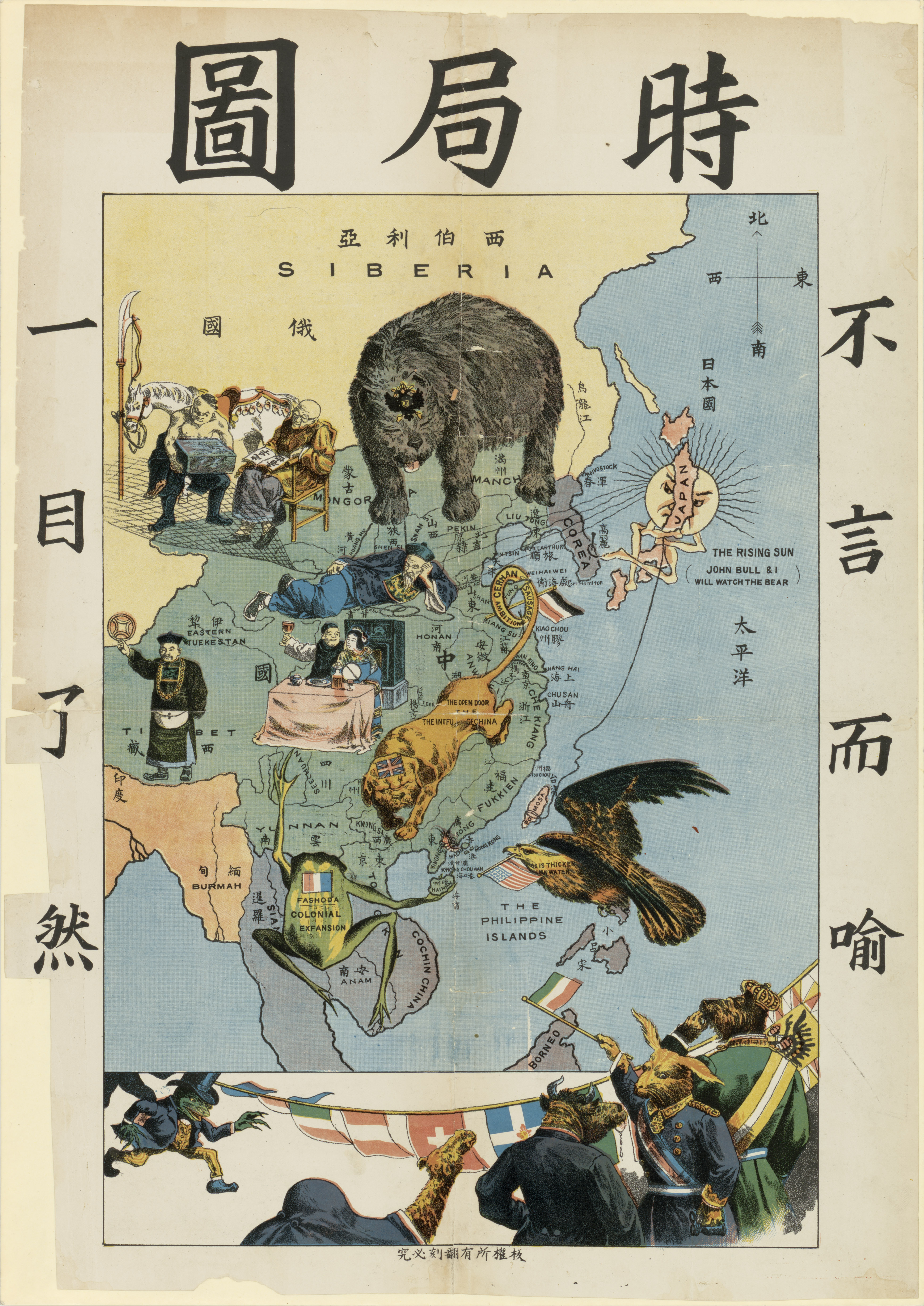
La situation géopolitique se complique au début du XX.

La tibétologue Fabienne Jagou estime pour sa part que les Mandchous ont exercé un protectorat de facto au Tibet de 1721 à 1793. Elle mentionne que jusqu'à la fin du XIXe siècle, l'influence chinoise ne dépassait pas Dartsédo (Xian de Kangding). Elle évoque la nation tibétaine en ces termes : « Jusqu'en 1912, année de la création de la République de Chine, le Tibet jouissait d'un statut de nation. Il était bel et bien constitué d'un groupe humain fixé sur un territoire déterminé, caractérisé par la conscience de son identité historique et culturelle, par sa volonté de vivre en commun et formant une entité. En revanche, il est difficile d'affirmer que le Tibet était un État, car bien que la nation tibétaine possédât un gouvernement, son pouvoir n'était pas représentatif à cause de sa nature théocratique. De plus, entre le XIIIe siècle et le début du XXe, son histoire montre qu'il n'était pas souverain dans la mesure où son système de défense reposait principalement sur le soutien de pays « protecteurs » étrangers tels que la Mongolie ou l'Empire chinois. Dans le contexte chinois, une nation est une minorité ethnique. Au début du XXe siècle, la carte géopolitique se compliqua au point que les Britanniques et les Russes menacèrent les frontières du Tibet. Les Chinois républicains décidèrent alors d'avancer à l'intérieur du Haut-Plateau pour protéger leur territoire. Mais leur intervention s'apparenta plus à une offensive armée contre les Tibétains eux-mêmes qu'à une action de protection » . Selon Fabienne Jégou, pour les Chinois, le Tibet faisait partie de la sphère politique chinoise et « bien que la présence chinoise tout autant que son influence à Lhasa ne fussent restées que nominales jusqu'en 1905 (à l'exception des quelques expéditions militaires), la frontière entre la Chine et le Tibet n'existait pas et seule une restructuration administrative pouvait être évoquée. » .

## Cartes occidentales de l'Empire Qing
Cartes historiques occidentales de l'Empire chinois de la dynastie Qing, ou représentant certaines de ses parties, par ordre chronologique.

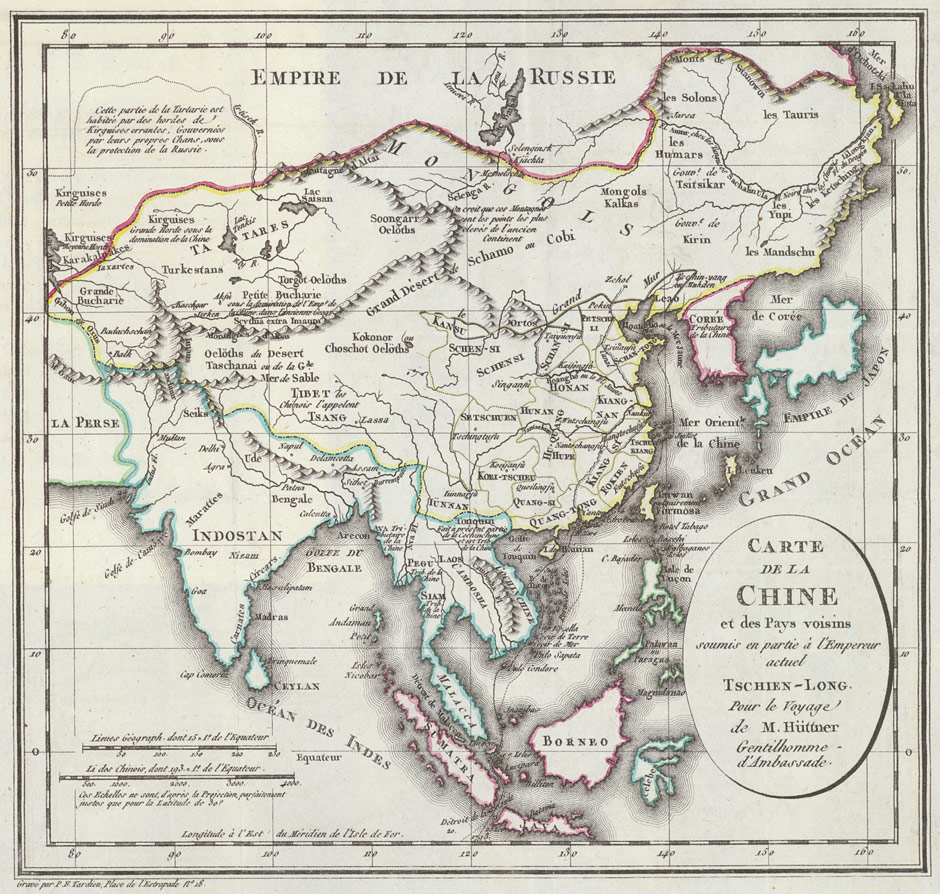
1798. Carte de l'Empire chinois par Johann Christian Hüttner.
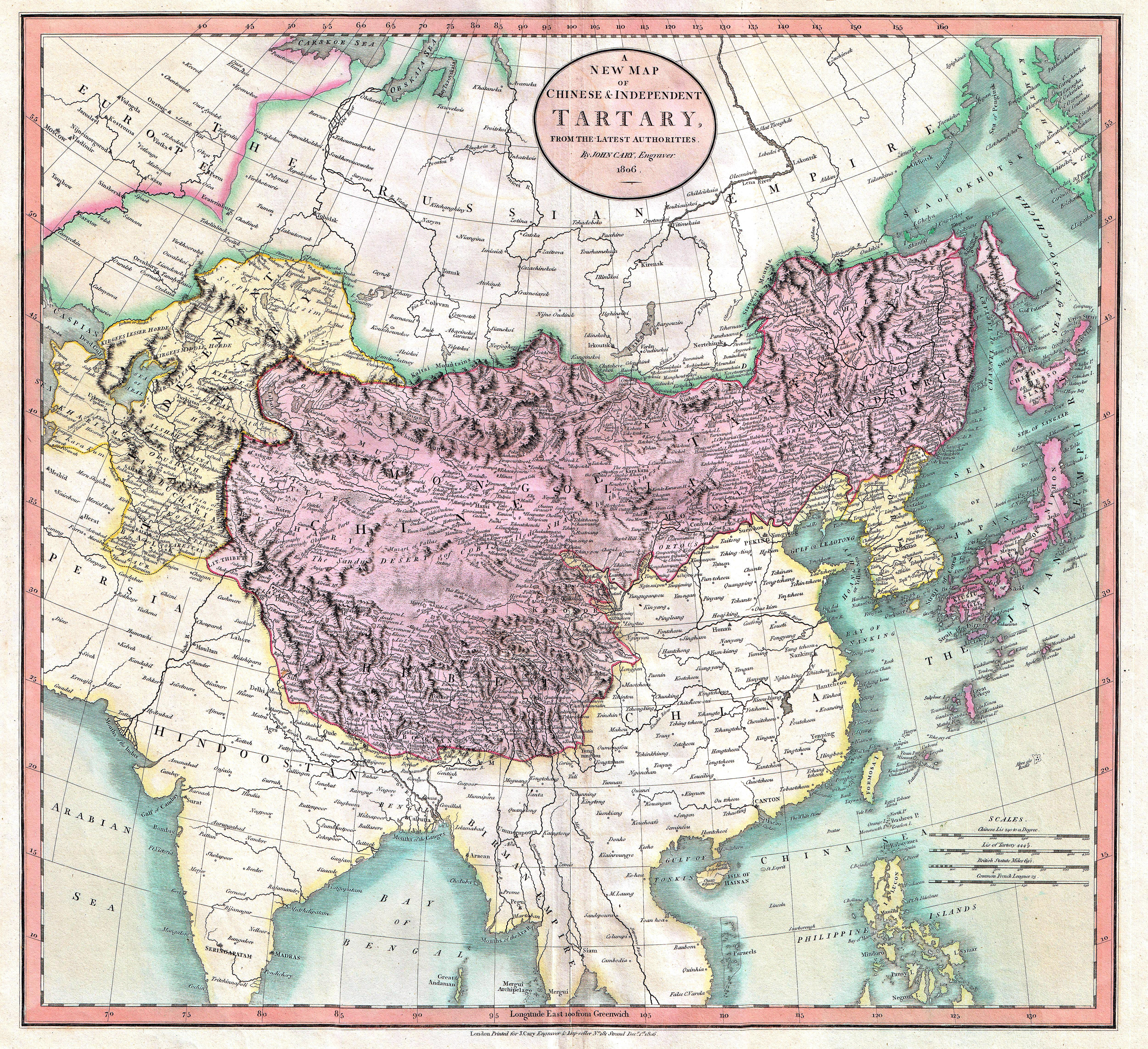
1806. Carte de la Tartarie chinoise et de la Tartarie indépendante par John Cary.
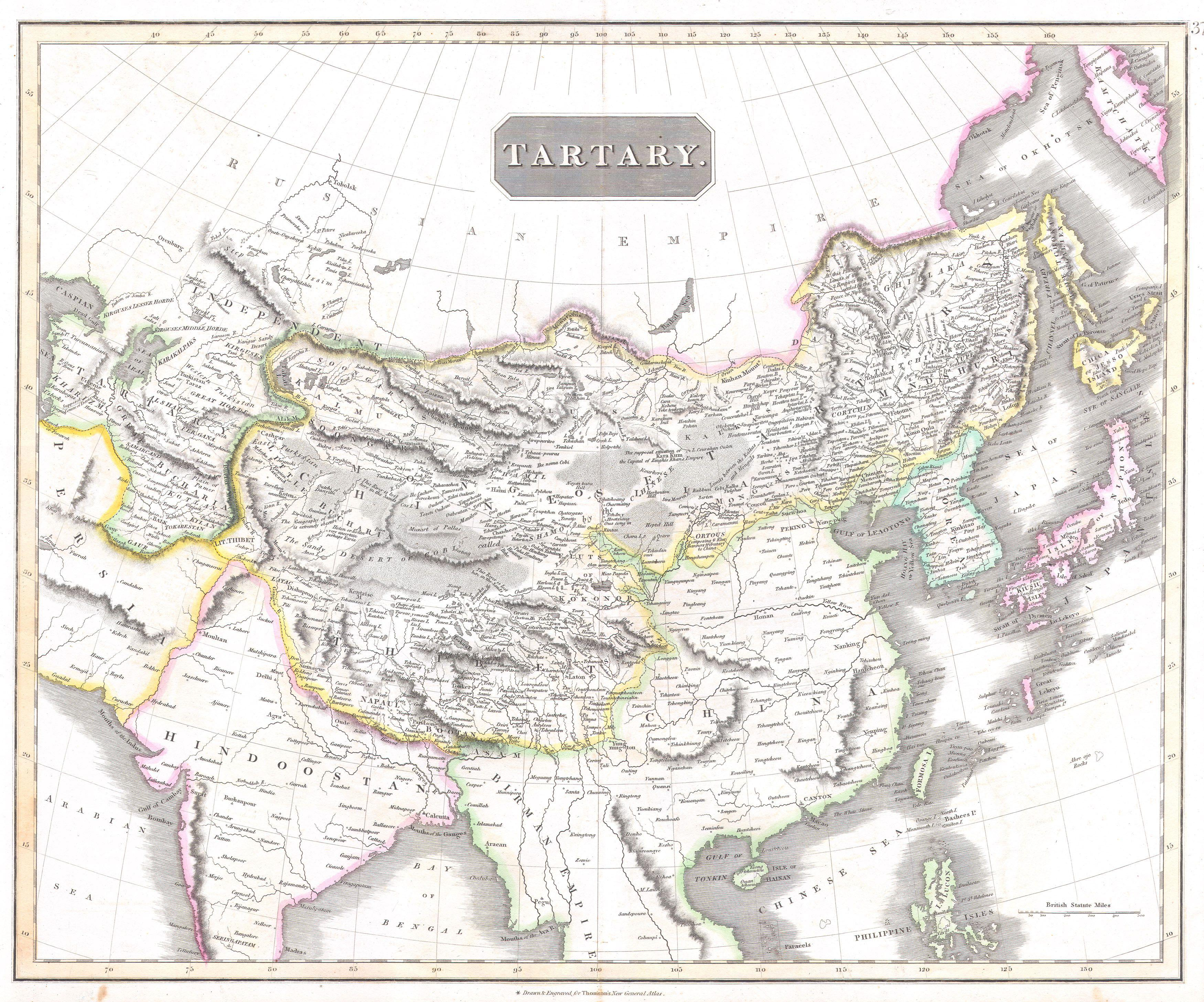
1814. Carte de John Thomson représentant la tartarie chinoise entourée de jaune et la Chine.
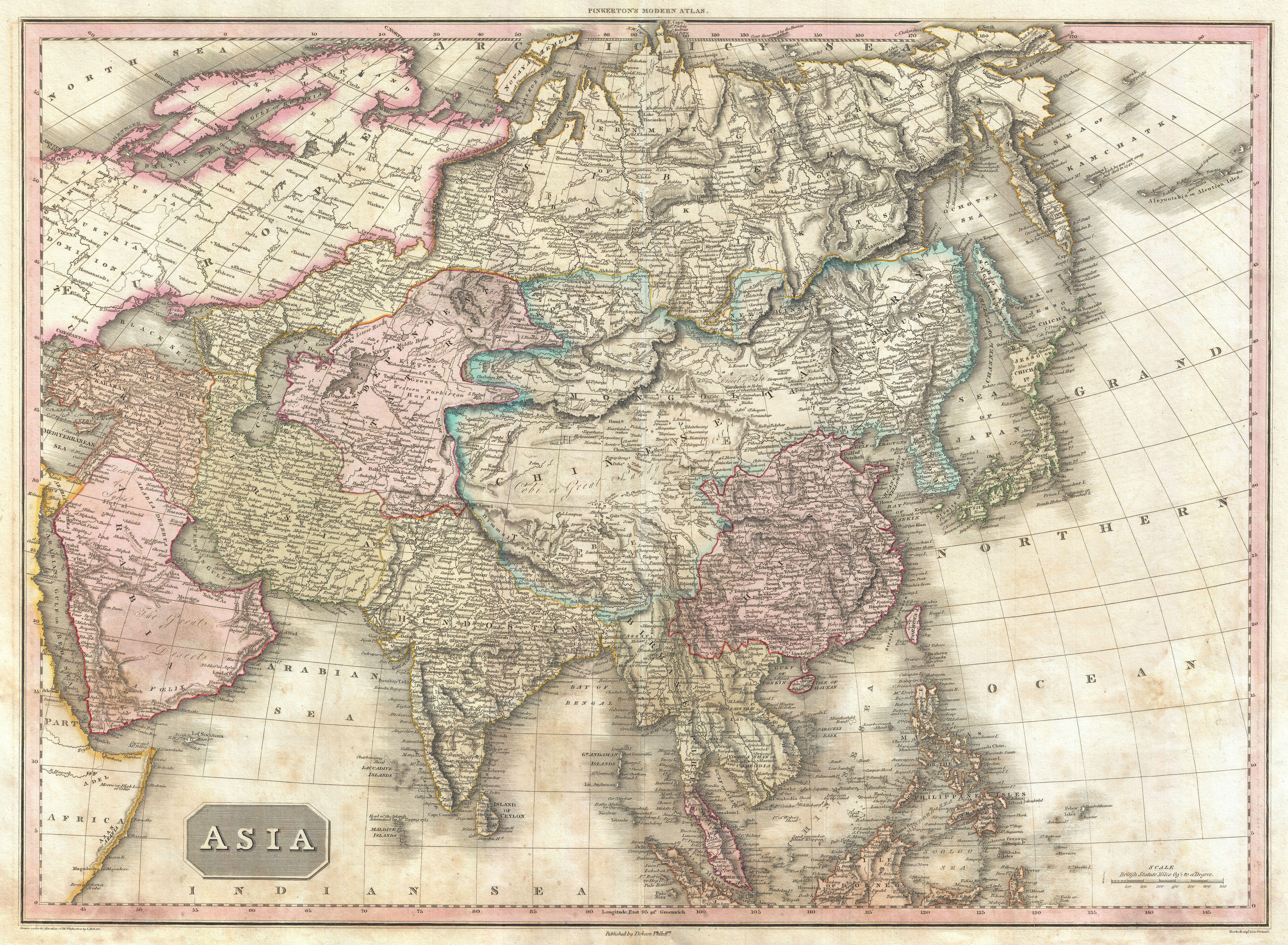
1818. Carte d'Asie de John Pinkerton, où sont représentées en rose la Chine et en blanc la Tartarie chinoise.
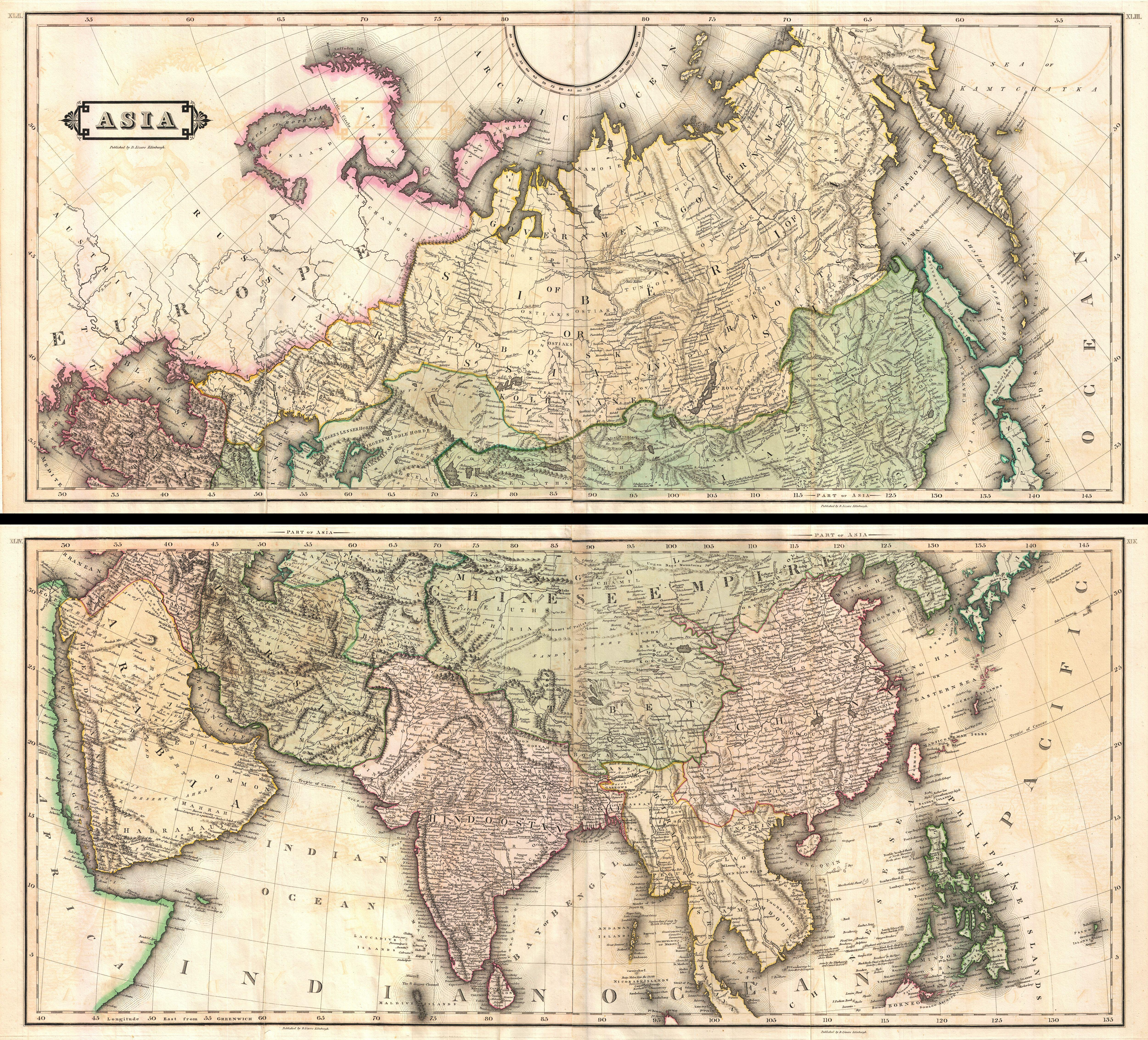
1820. Carte de Daniel Lizars, dans l'Atlas historique et géographique d’Édimbourg, représentant l'Empire chinois, avec la Chine en rose, et la Mongolie et le Tibet en vert au sein de l'Empire.
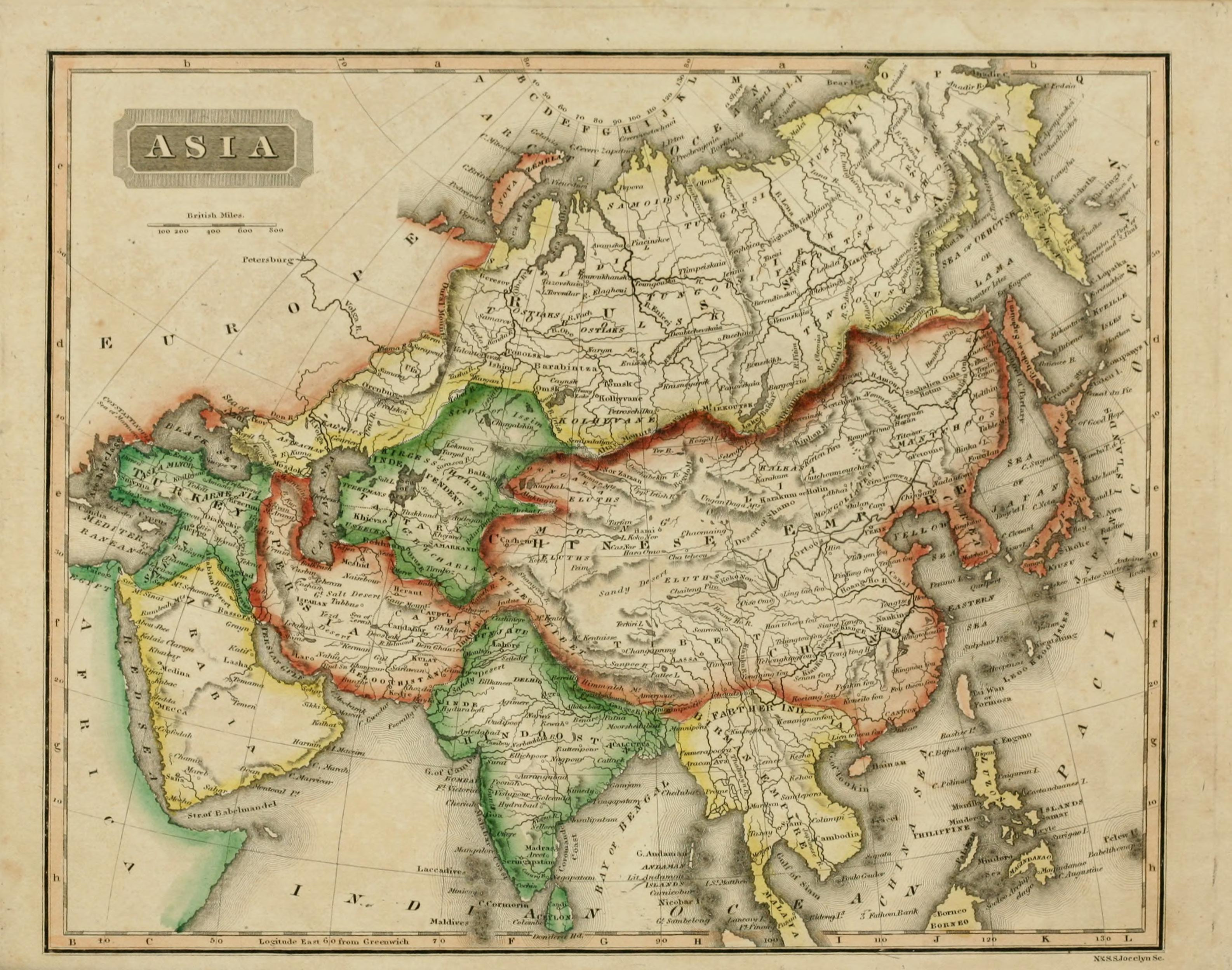
1825. Carte d'Asie de Sidney Edwards Morse où le Tibet est inclus dans l'Empire Chinois.
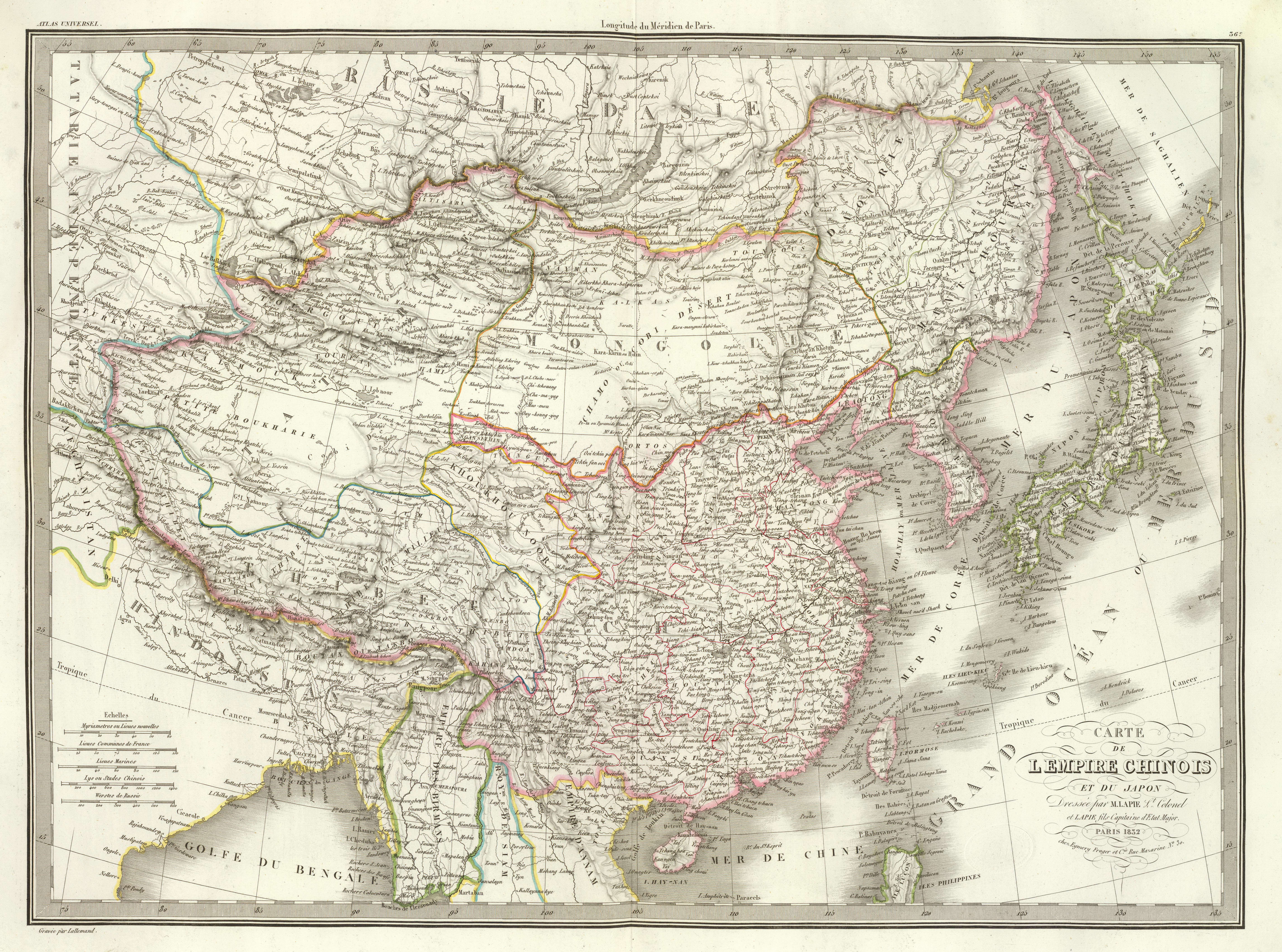
1832. Carte d'Alexandre Émile Lapie et Pierre Lapie.
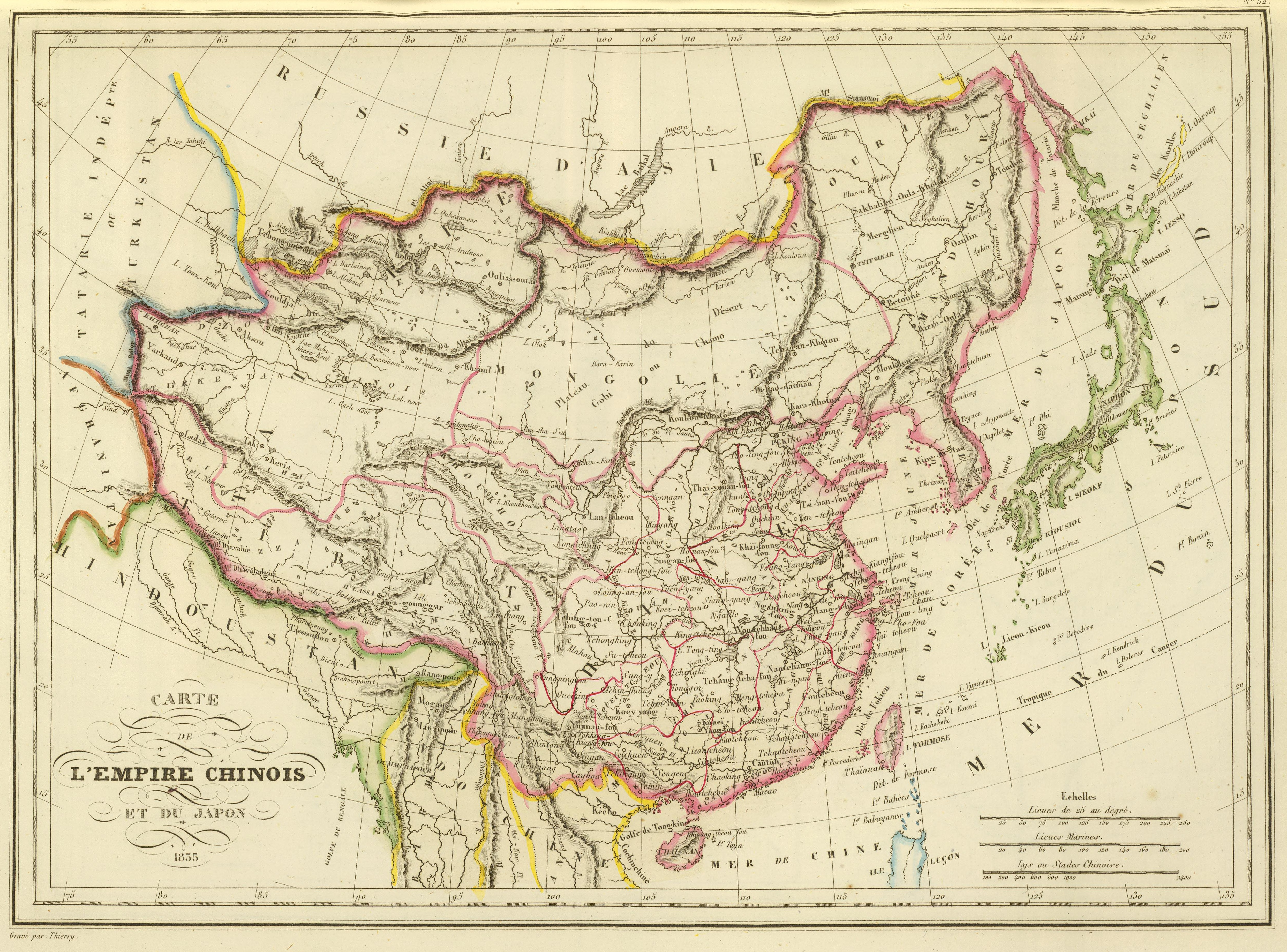
1833. Carte de l'Empire Chinois et du Japon par Conrad Malte-Brun.
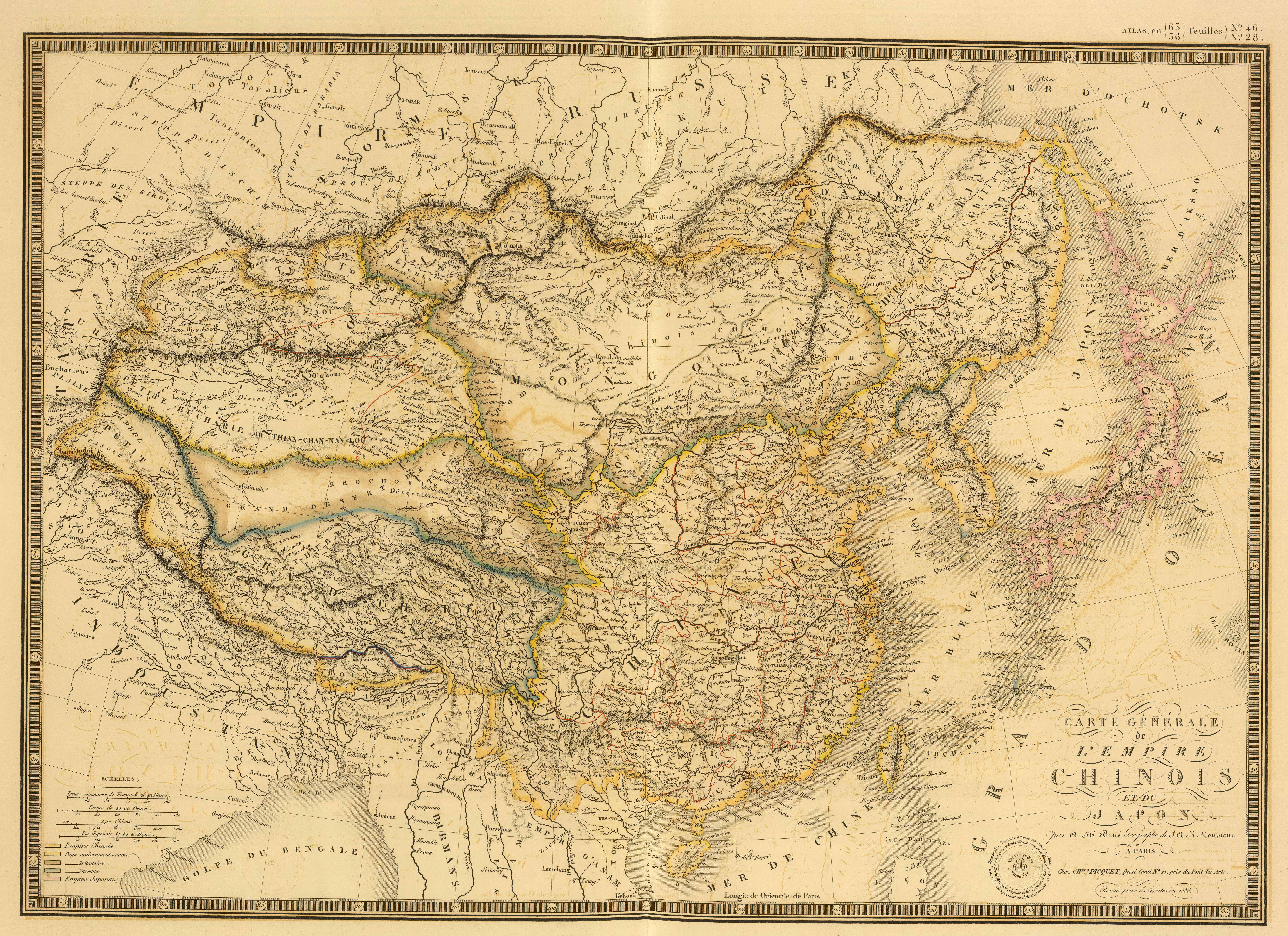
Carte générale de l'Empire chinois et du Japon d'Adrien-Hubert Brué, publiée en 1836 à Paris.
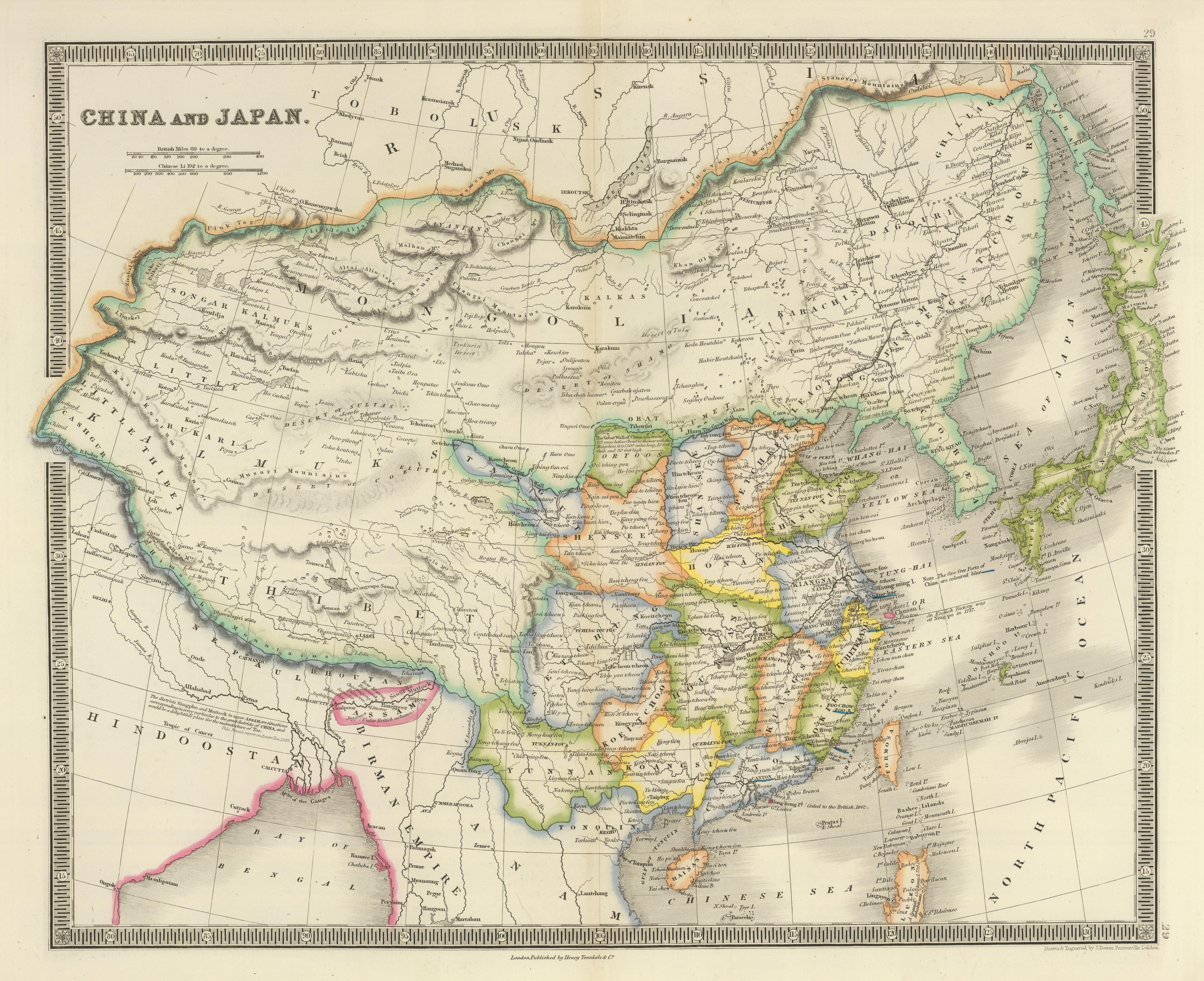
1844. Chine et Japon par John Dower.
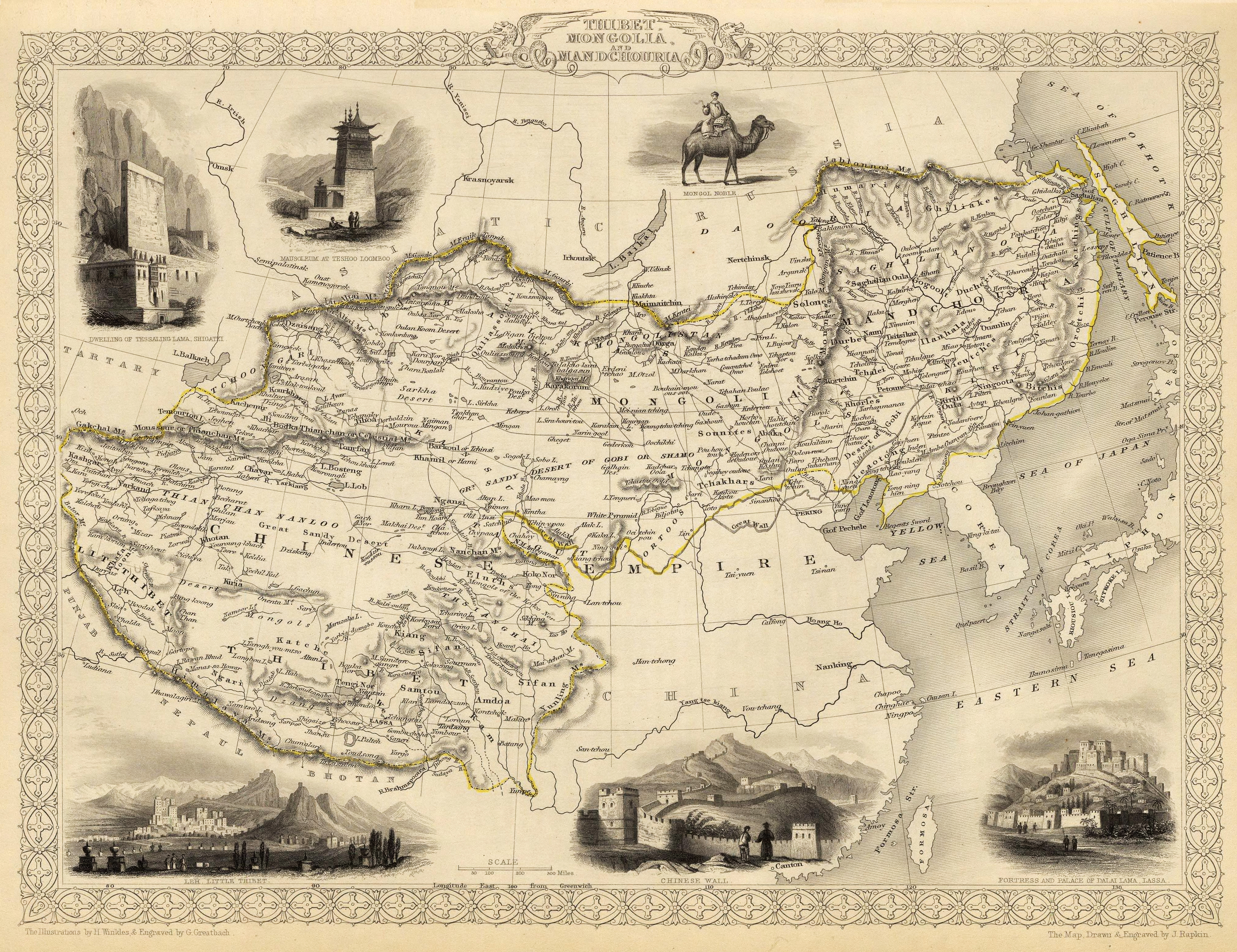
1851. Tibet, Mongolie et Mandchourie, (Tartarie chinoise), au sein de l'Empire mandchou, par John Tallis ; la province du Qinghai est mentionnée sous la transcription du mandarin de Thsianghai.
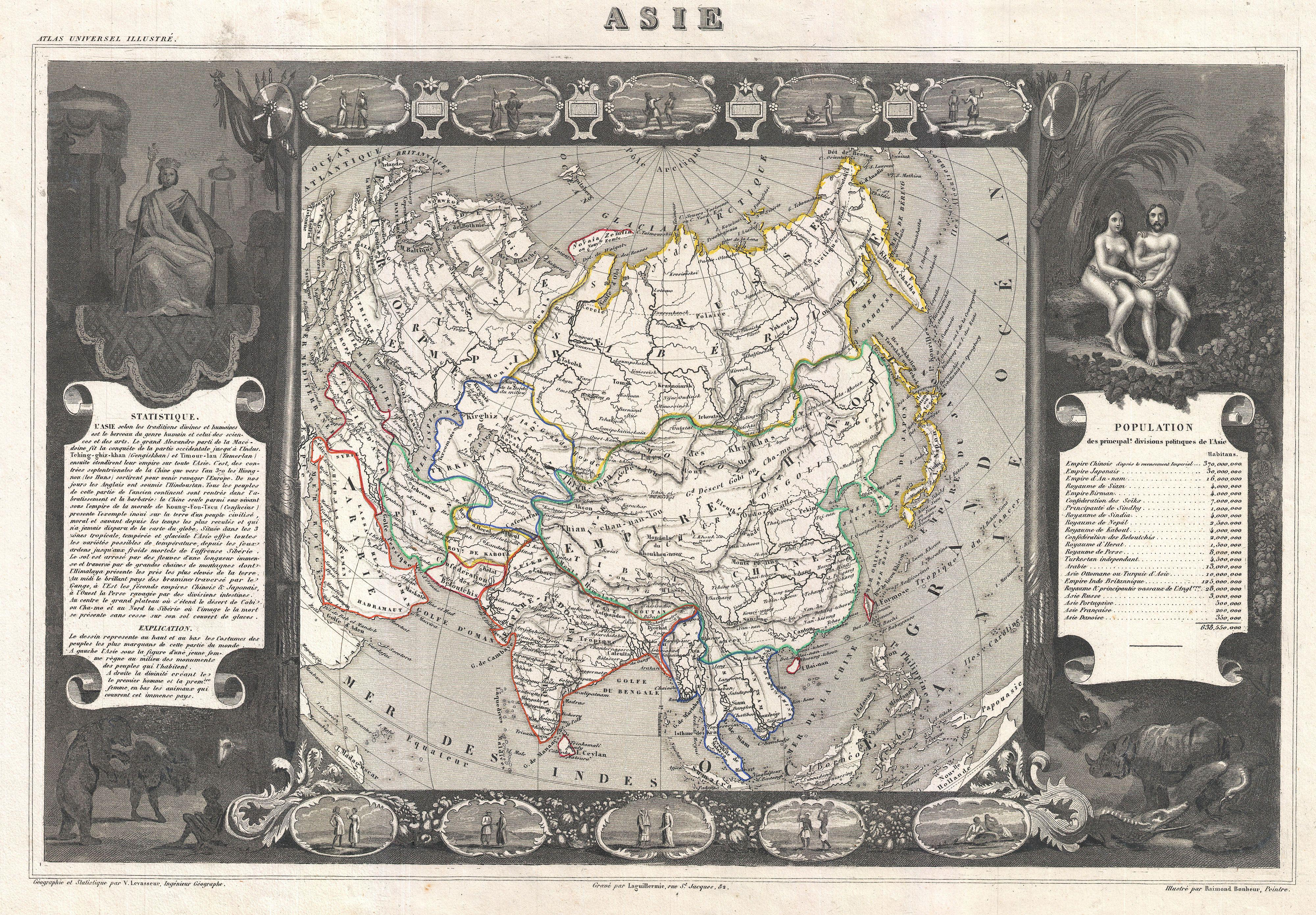
1852. Carte de l'Empire chinois par le général français Victor Levasseur.
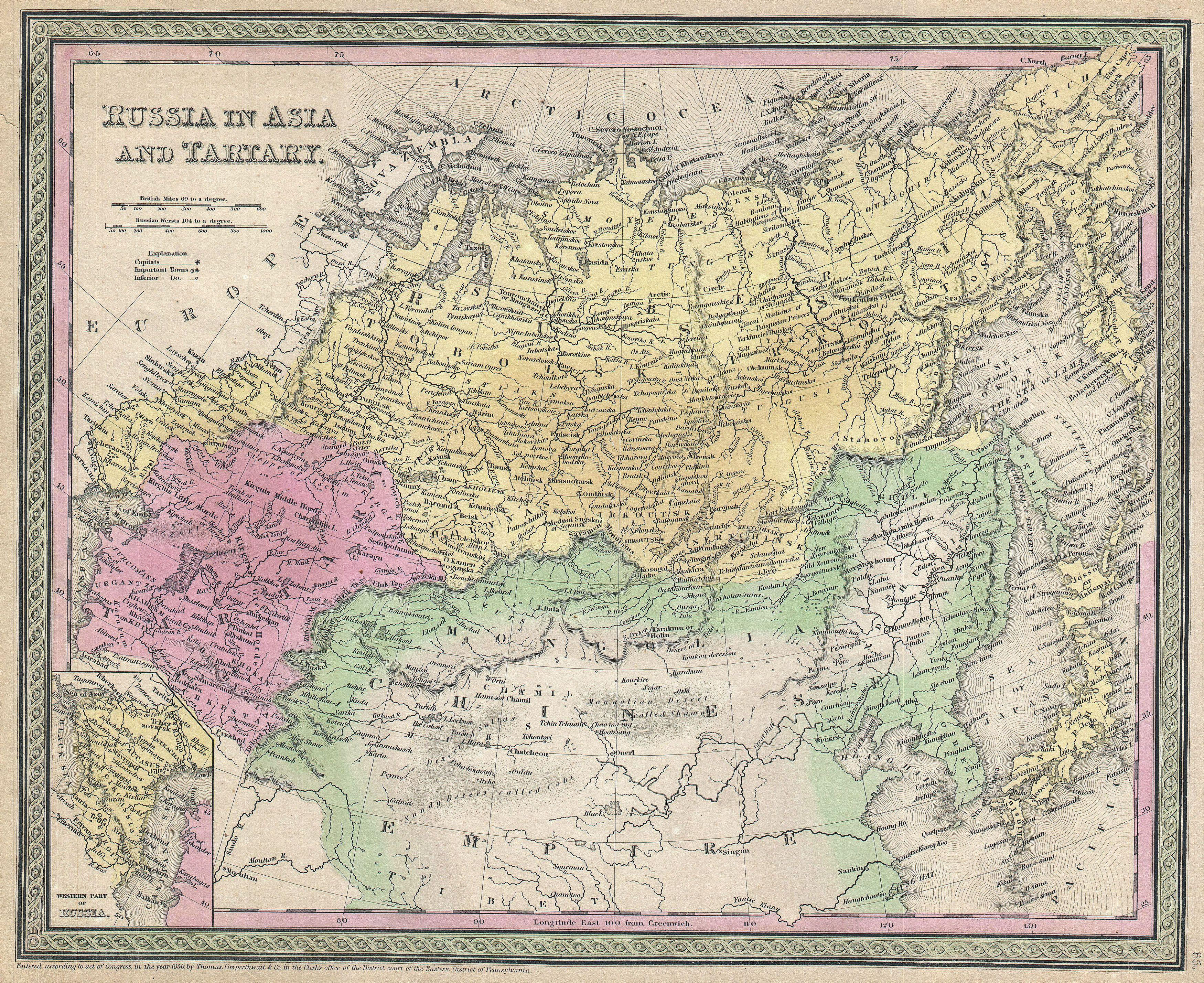
« L'Empire chinois en 1850 », carte réalisée en 1853 par Samuel Augustus Mitchell ; l'île Sakhaline est encore dans l'Empire mandchou.
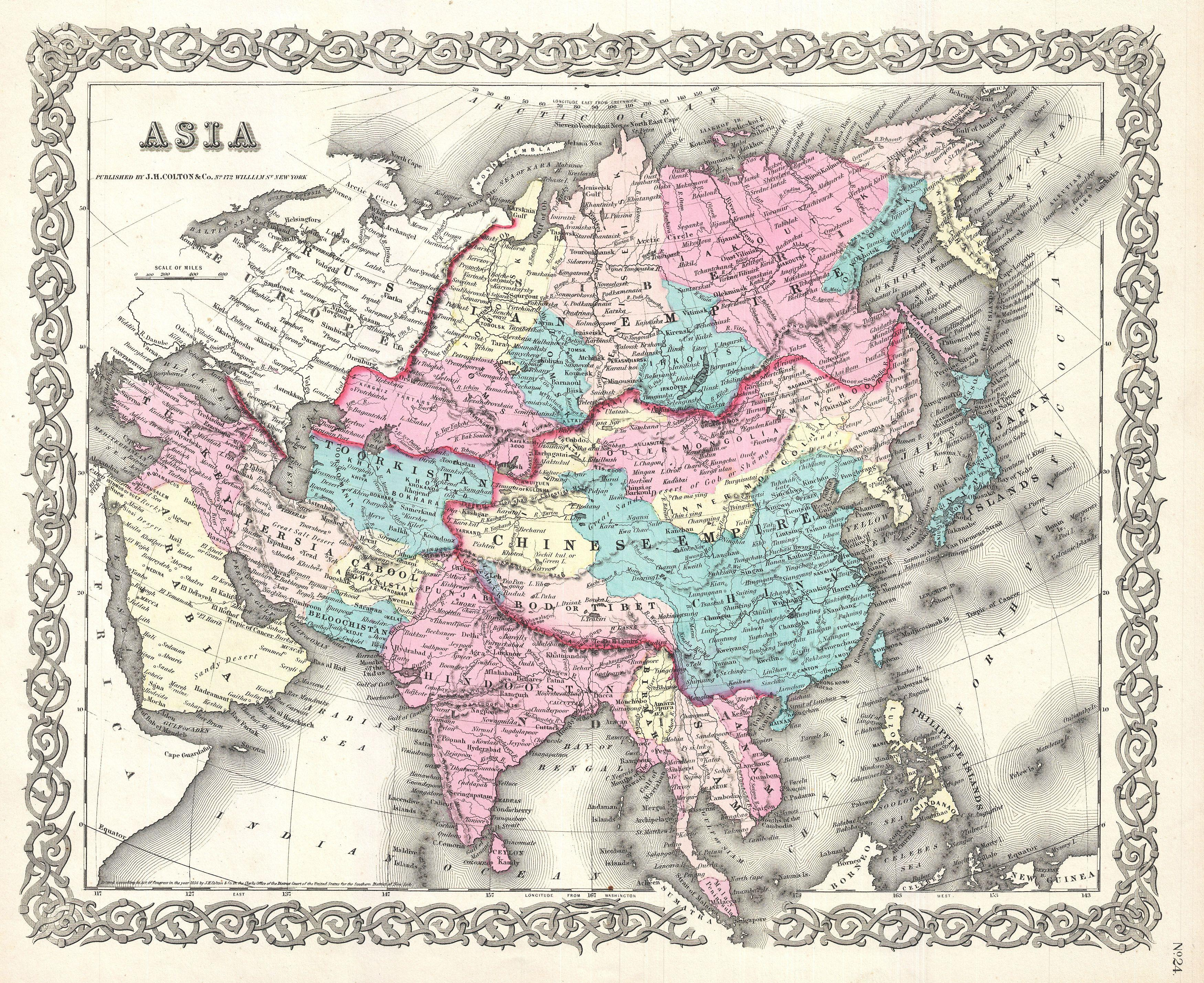
1855. Carte de l'Asie par Joseph Hutchins Colton.
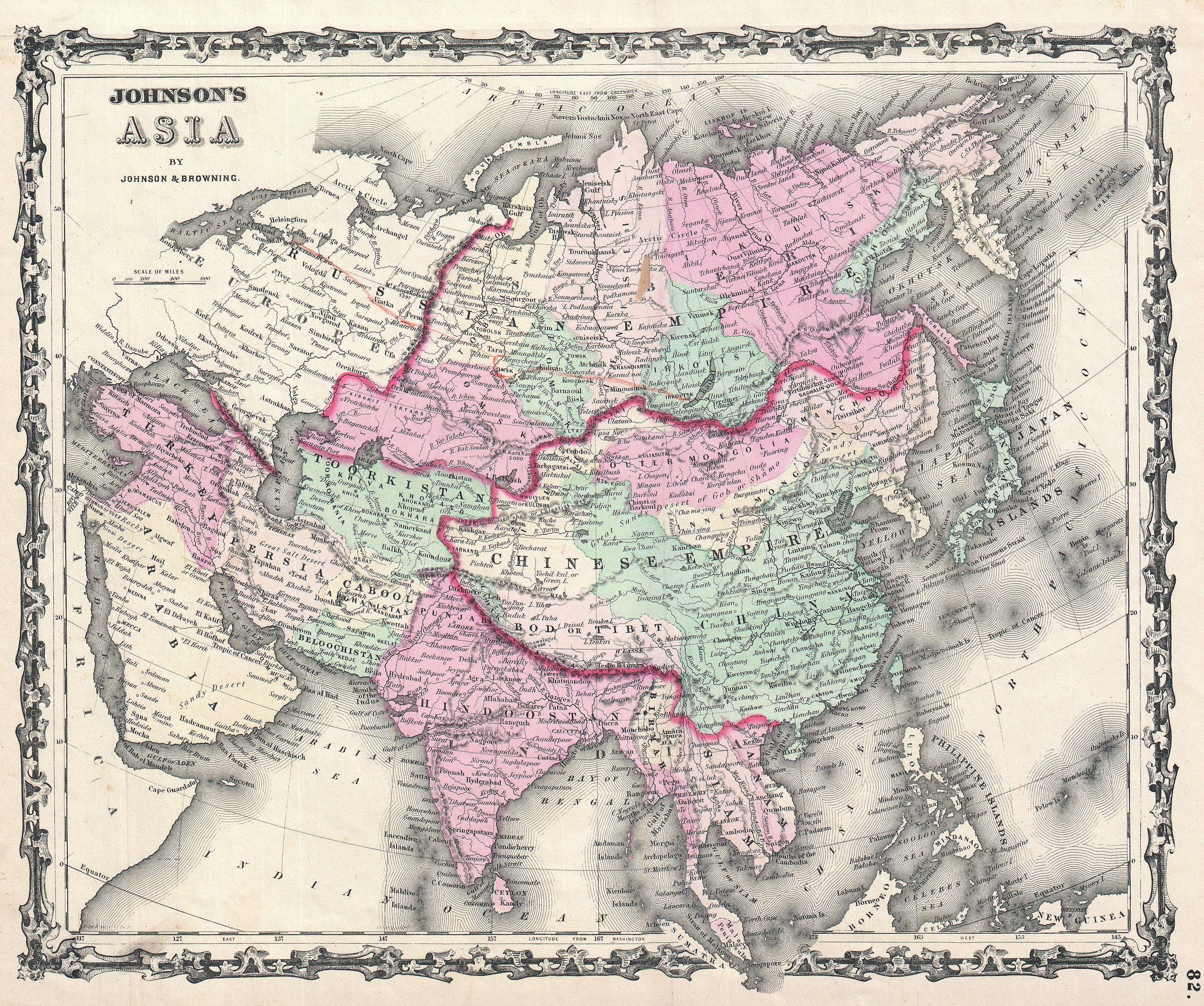
1861. Carte de l'Asie par le cartographe américain Alvin Jewett Johnson.
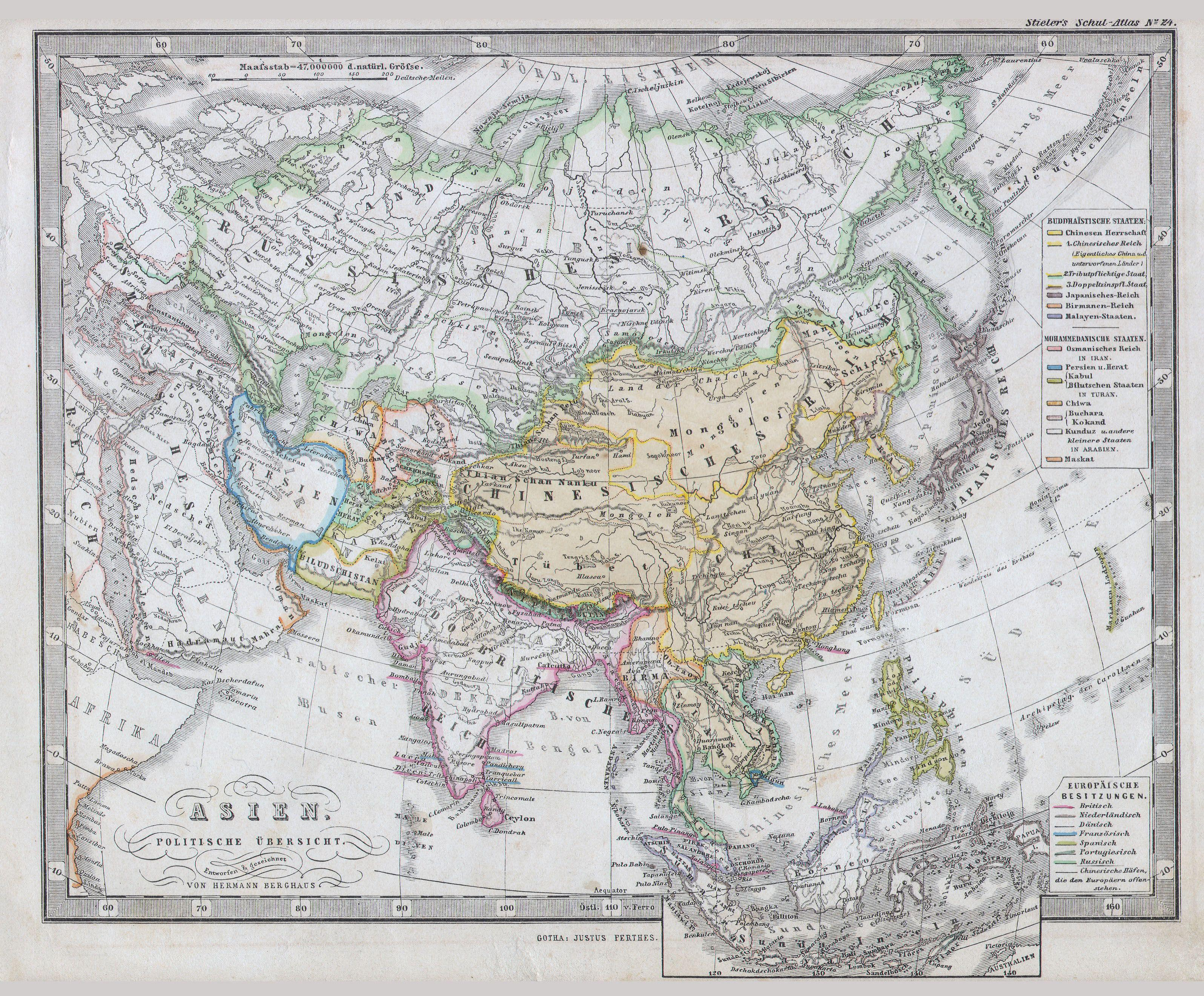
1862. Carte de l'Asie avec l'Empire chinois (chinesisches Reich), par l'éditeur allemand Justus Perthes.
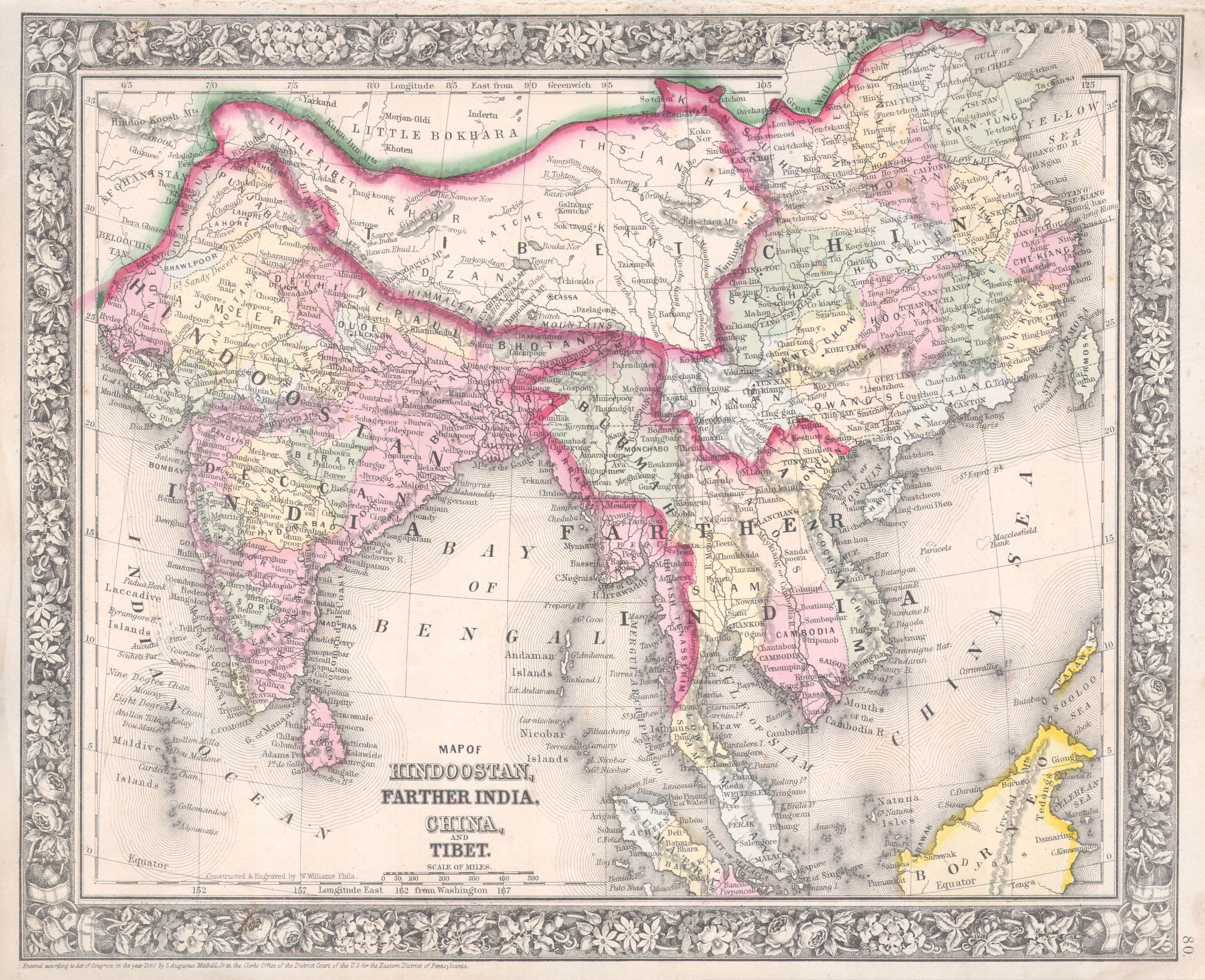
1864. « Map of Hindoostan, farther india, China and Tibet » par Samuel Augustus Mitchell ; la majeure partie de l'actuelle province du Qinghai est représentée comme faisant partie de la région du Tibet.
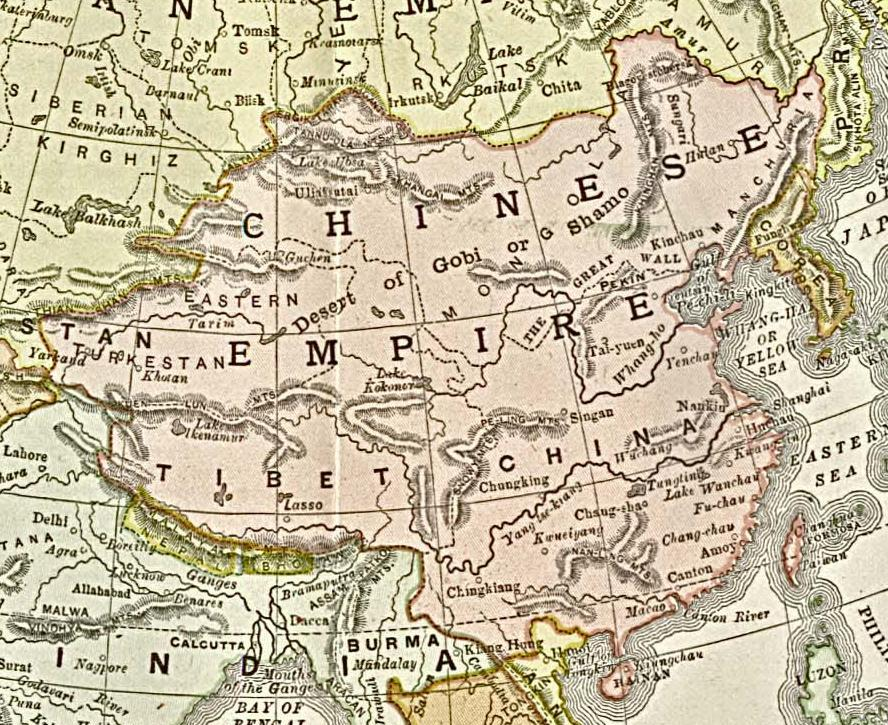
1890.Carte des territoires de la dynastie Qing imprimée par Rand, McNally & Co, États-Unis.
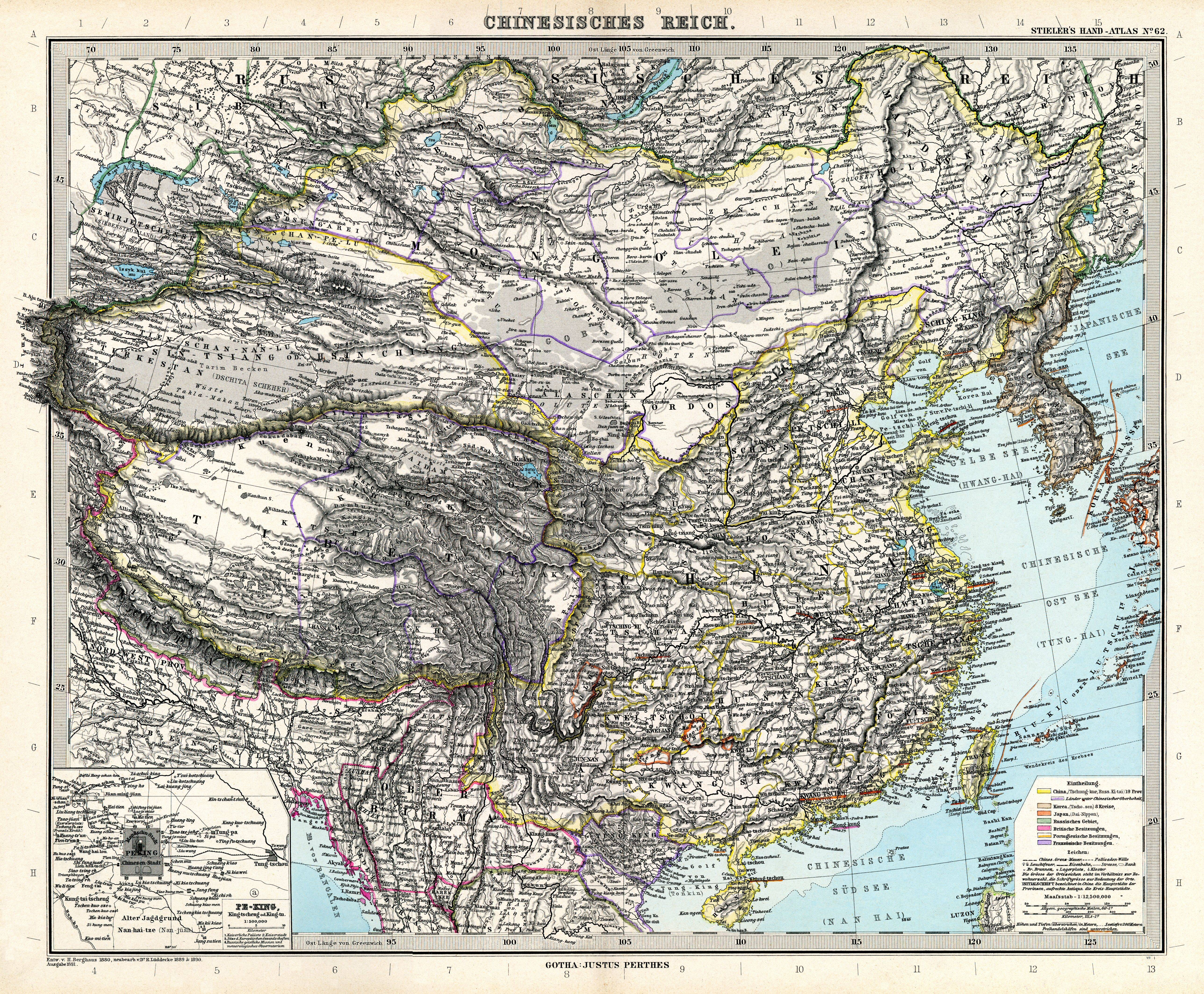
1891. Carte de l'Empire Qing publiée par le cartographe allemand Adolf Stieler.
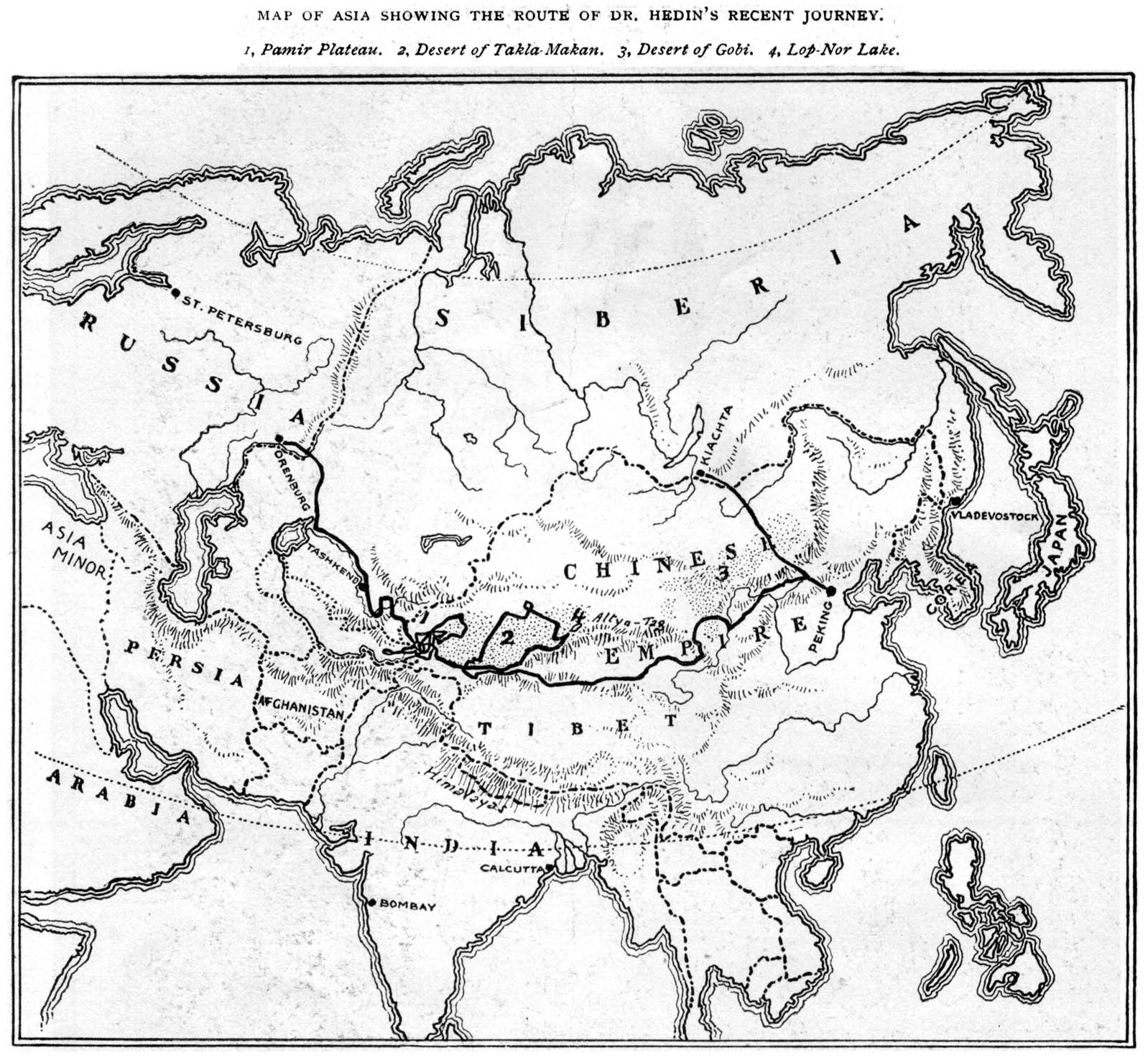
1897. Carte de l'Empire de Chine incluant le Tibet dans ses frontières, montrant le voyage de Sven Hedin.
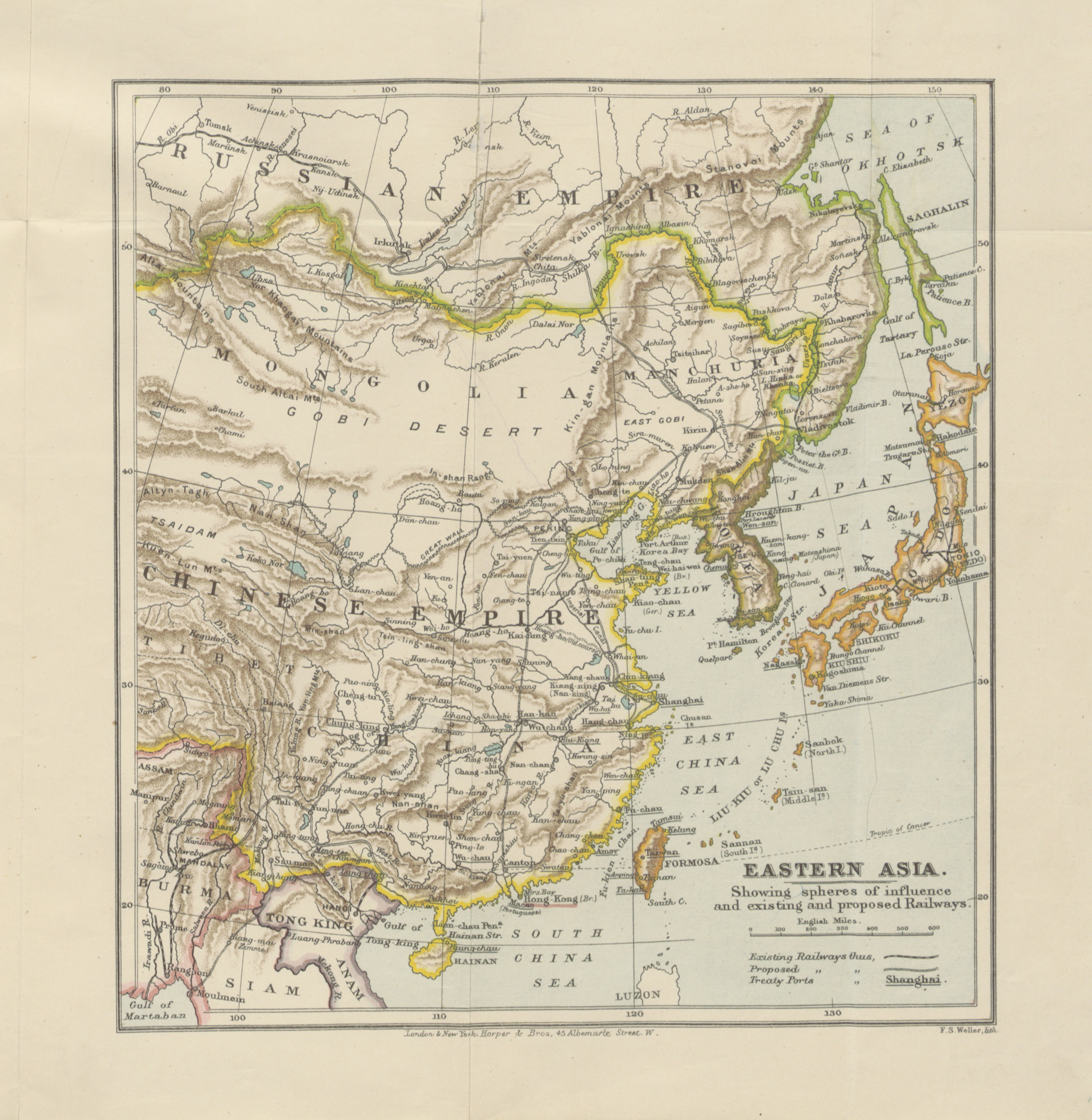
1898. Carte publiée par le Britannique Archibald Ross Colquhoun.
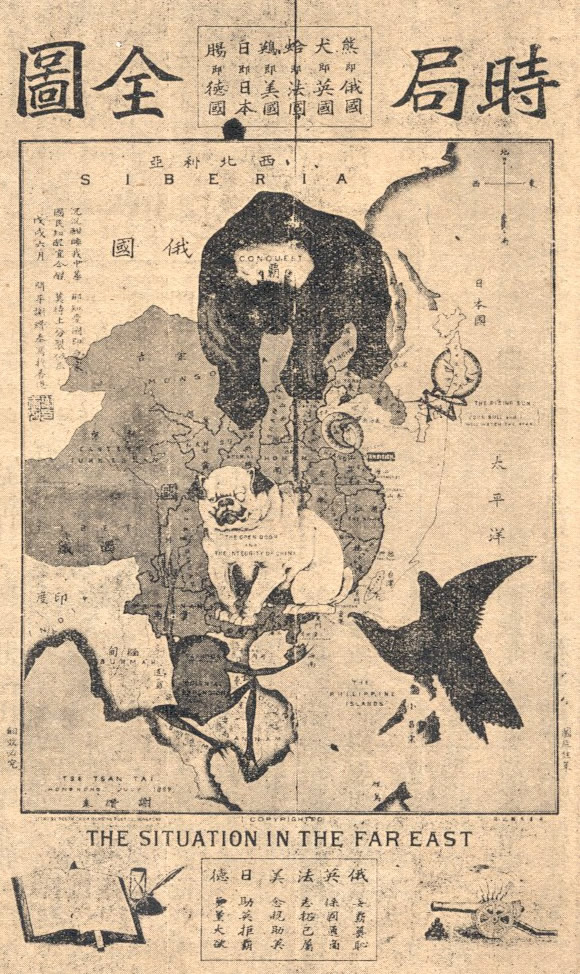
Avant 1900. Carte de l'Empire et caricature de la situation géopolitique entre la Chine et l'Alliance des huit nations
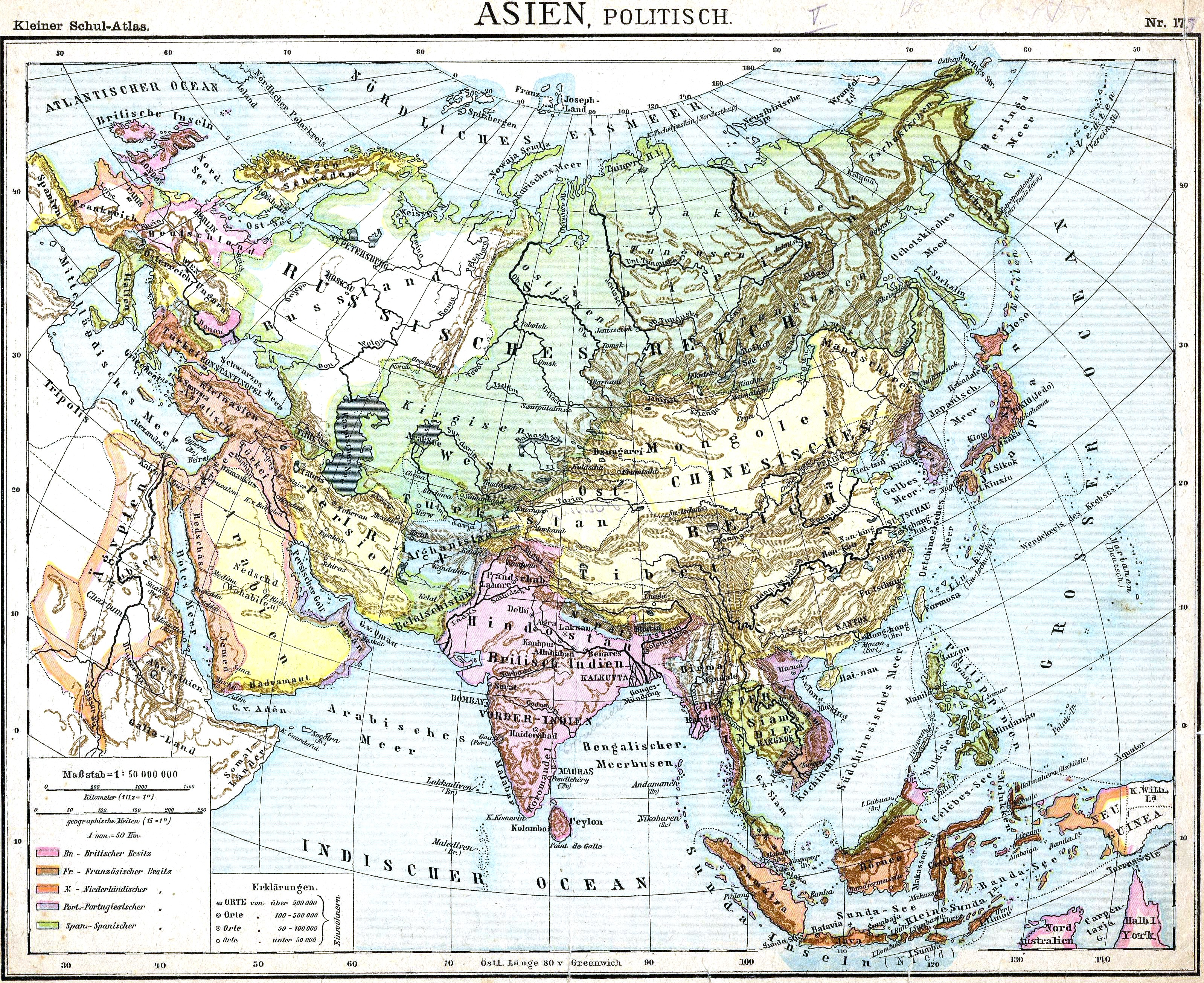
Carte de 1899 par l'éditeur allemand Westermann Verlag (en)
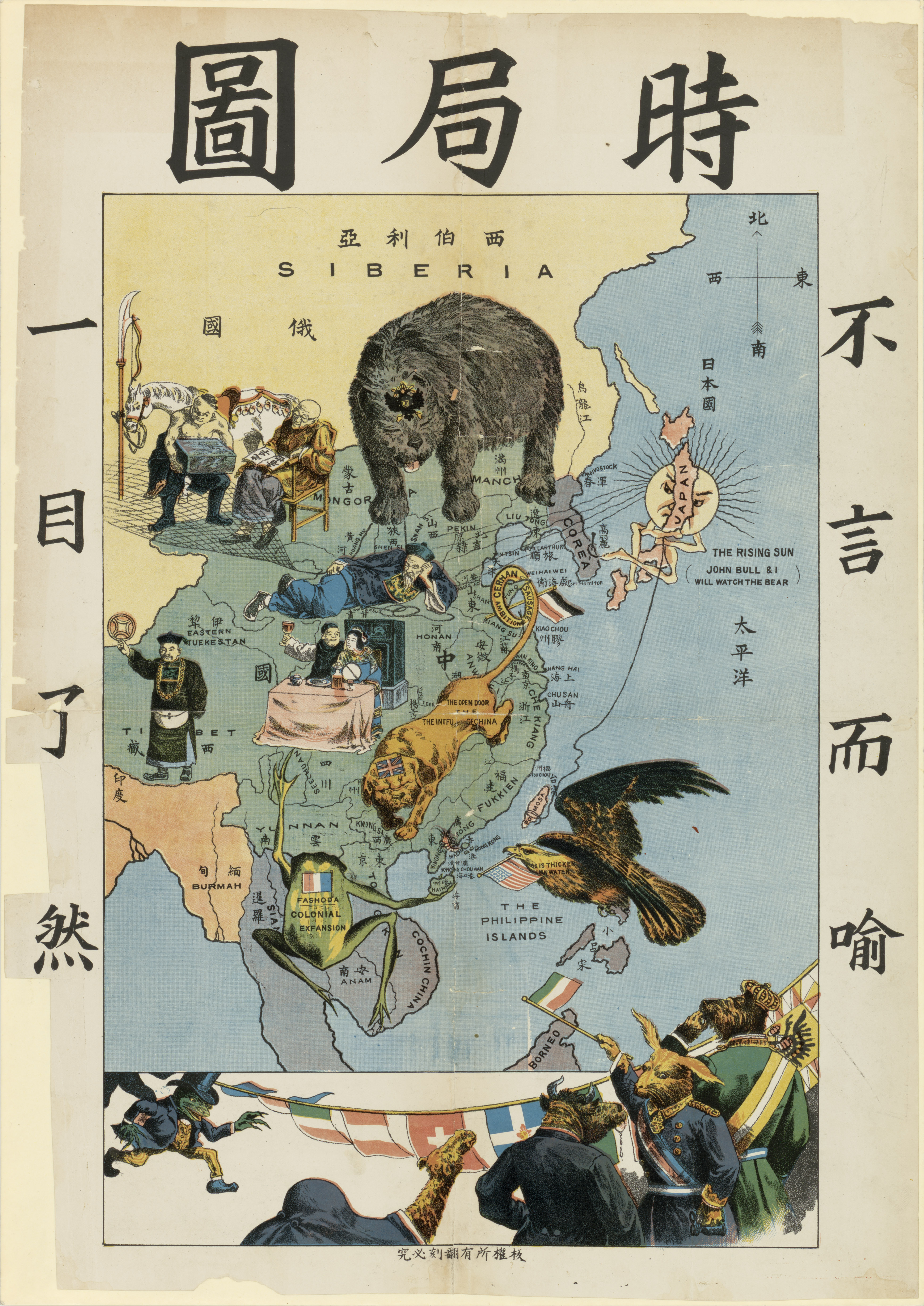
Vers 1900. Carte de l'Empire et caricature de la situation géopolitique entre la Chine et l'Alliance des huit nations.
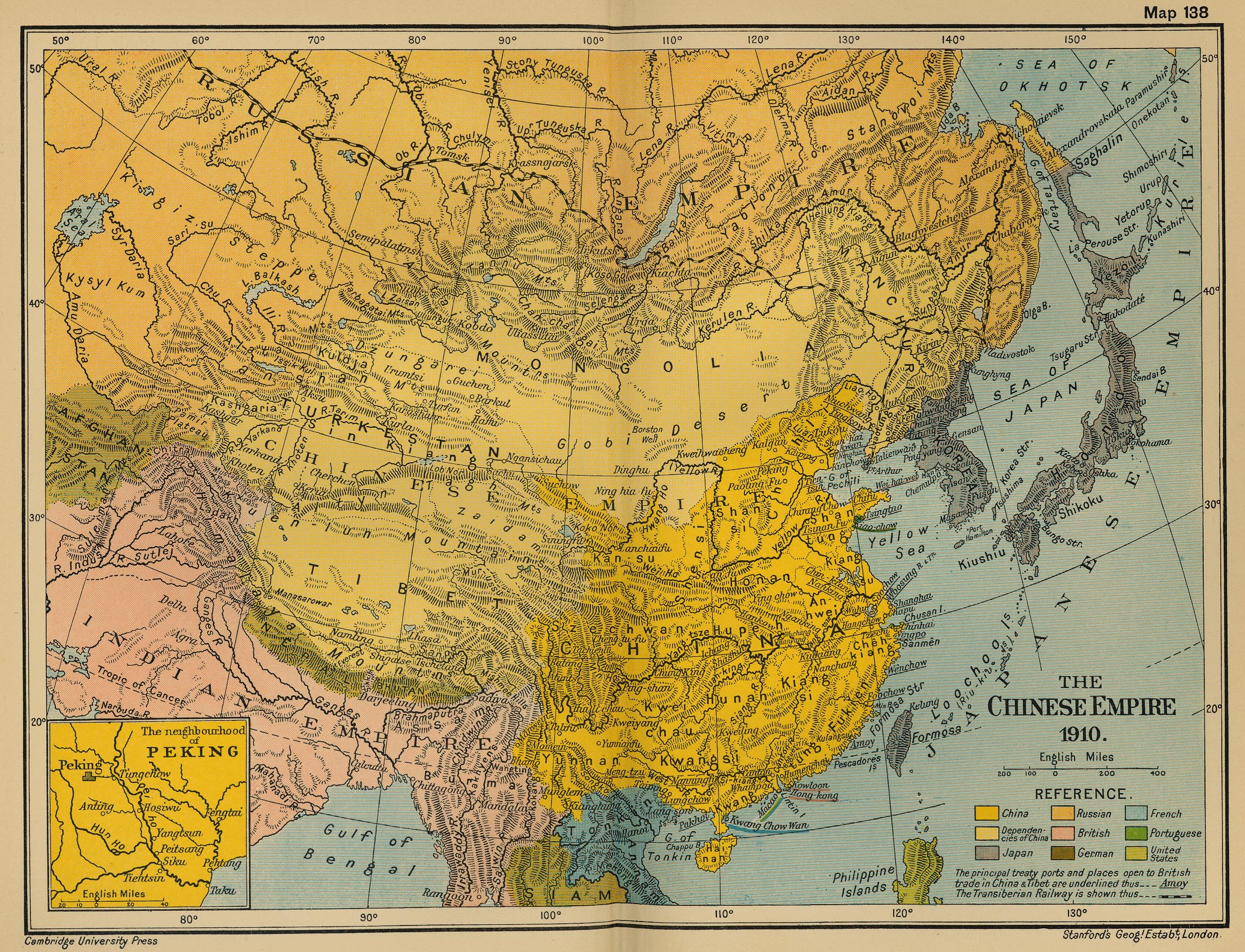
Carte de la dynastie Qing en 1910, Chine et ses dépendances, publiée en 1912 chez Cambridge University Press dans The Cambridge Modern History Atlas.
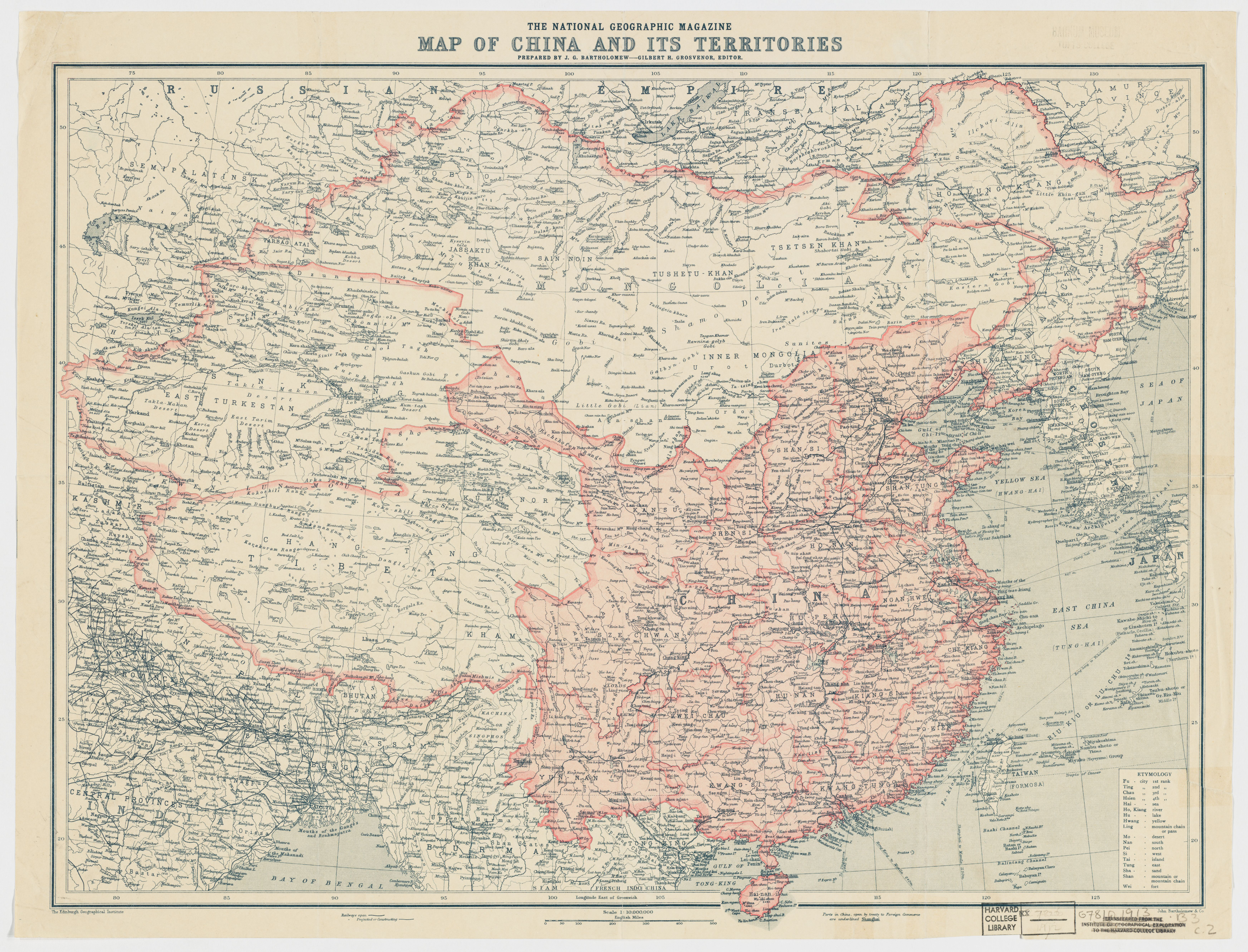
1912. Carte de la Chine et de ses territoires, National Geographic Magazine.